# Дзэн
Дзэн, также дзен (от яп. 禅; санскр. ध्यान, дхья́на — «созерцание», кит. 禪 чань, кор. 선 сон, вьет. thiền тхиен), — одна из важнейших школ китайского и всего восточно-азиатского буддизма, окончательно сформировавшаяся в Китае в V—VI веках под большим влиянием даосизма и являющаяся доминирующей монашеской формой буддизма Махаяны в Китае, Вьетнаме и Корее.
В широком смысле дзэн — это школа мистического созерцания или учение о просветлении, появившееся на основе буддийского мистицизма. В более узком смысле дзэн иногда рассматривается как одна из влиятельных школ буддизма в Японии, имеющая свою национальную специфику и пришедшая из Китая в конце XII века. Кроме того, под дзэн понимают практику дзэнских школ, также обозначаемую понятием «дхьяна» и являющуюся наиболее важной частью буддийской практики.
Учение дзэн пришло из Индии в Китай (в Китае — чань), куда его принёс в начале шестого века н. э. индийский монах, сын правителя одного из индийских княжеств, Бодхидхарма, и получило дальнейшее распространение на Дальнем Востоке (Китай, Вьетнам, Корея, Япония). Традиции китайского чань, японского дзэн, вьетнамского тхиен и корейского сон развивались во многом самостоятельно и сейчас, сохраняя единую сущность, приобрели в каждой стране свои характерные черты в учении и стиле практики. Японский дзэн представлен несколькими школами: Риндзай, Обаку, Фукэ и Сото. Японскому дзэн принадлежит около 20 % буддийских храмов в Японии.

## Лингвистика

### Этимология
Из всех названий этого направления буддизма наиболее широкую известность на Западе получило его японское наименование «дзэн». Этимология этого слова восходит своими корнями к санскритско-палийскому термину «дхьяна / джхана» (санскр. ध्यान, IAST: dhyāna, от ध्या, IAST: dhyā), означающему «глубокое сосредоточение», медитацию, созерцание (в ранних работах школу дзэн называют «школой созерцания»), а также отстранённость или избавление. Произношение этого слова претерпело трансформацию в китайском языке в «чань», во вьетнамском в «тхиен», в корейском языке в «сон», а затем, распространившись в Японии, в «дзэн».
Другое название дзэнской традиции — «Сердце Будды» (санскр. Буддха-хридайя, кит. Фо синь, япон. Бусин). «Сердце Будды» соответствует буддийскому понятию «махакаруны», означающему любовь и великое сострадание.
Ещё одно известное название дзэнской школы — «Школа сознания Будды».

### Склонение
Согласно «Большому современному толковому словарю русского языка» кандидата филологических наук Т. Ф. Ефремовой, слово «дзэн» не склоняется. Такой же позиции придерживается в своём словаре буддийских понятий доктор философских наук и буддолог Е. А. Торчинов.
Согласно «Большому толковому словарю русского языка» под редакцией доктора филологических наук С. А. Кузнецова и «Русскому орфографическому словарю» под редакцией доктора филологических наук В. В. Лопатина, «дзен» склоняется.
Согласно «Комплексному нормативному словарю современного русского языка», подготовленного Министерством образования и науки РФ и Межведомственной комиссией по русскому языку, «дзэн» может как не склоняться (основная форма слова, использованная в словаре и в данной статье), так и склоняться.
Кроме того это слово в некоторых публикациях в 1970—1983 гг. имело форму «дзен».

## История

### Индийские истоки дзэн и теории происхождения дзэн
Духовная передача традиции дзэн восходит к Будде Шакьямуни, поэтому в традиции он считается первым индийским патриархом. Вторым патриархом считается Махакашьяпа, которому Будда передал состояние пробуждения в цветке лотоса без каких-либо слов и текстов, тем самым основав традицию дзэн в форме прямой передачи учения «от сердца к сердцу».

Однажды Будда стоял перед собранием народа на Пике Грифов. Все люди ждали, когда он начнет учить дхарме, но Будда молчал. Прошло уже довольно много времени, а он ещё не вымолвил ни единого слова, в руке его был цветок. Глаза всех людей в толпе были обращены к нему, но никто так ничего и не понял. Потом один монах посмотрел на Будду сияющими глазами и улыбнулся. И Будда сказал: «У меня есть сокровище видения совершенной Дхармы, волшебный дух нирваны, свободной от нечистоты реальности, и я передал это сокровище Махакашьяпе». Этим улыбающимся монахом оказался как раз Махакашьяпа, один из великих учеников Будды. <…> Махакашьяпа пробудился благодаря цветку и своему глубокому восприятию.— Тит Нат Хан
В научном мире существуют две точки зрения относительно происхождения дзэн. Сторонники первой точки зрения утверждают, что чань-дзэн имеет махаянские или домахаянские истоки и происходит из важнейших школ буддизма махаяны — мадхьямика и йогачара. В данных школах существовало учение о том, что существует способ постижения «истинного бытия» без использования «слов и текстов», а при помощи одного лишь «мистического созерцания-медитации» или дхьяны.
Сторонники второй точки зрения считают, что чань-дзэн имеет очень значительное отношение к китайскому буддизму и китайской культуре, хотя и происходит от махаяны. Исследователи указывают, что чаньские принципы и понятия имеют свои аналоги в махаяне. Например, дзэнское стремление не опираться на слова аналогично «махаянистскому антидискурсу» (и является его отражением на китайской почве). Тем самым исследователи подтверждают тезис о том, что дзэн является школой махаяны, и рассматривают дзэн как «движение за „практическую“ махаяну». Также значительная часть исследователей из сторонников второй точки зрения считает, что чань в значительной степени обязан своему происхождению взаимовлиянию даосизма и буддизма. Некоторая часть исследователей также считает, что чань можно считать развитием даосизма, вобравшего в себя родственные элементы буддизма: «Если буддизм отец, то даосизм мать этого ребёнка. Но нельзя отрицать, что этот ребёнок больше походит на мать, нежели на отца».

### Чань-буддизм
Принято считать, что своё начальное распространение дзэн получил в Китае в V веке н. э. Принёсшим это учение Будды в Китай считается индийский буддийский монах Бодхидхарма (в китайской традиции — «Путидамо» или просто «Дамо», в японской — «Дарума»), часто называемый преемником двадцати семи индийских патриархов буддизма, ставший впоследствии первым патриархом чань в Китае. Бодхидхарма обосновался в монастыре Шаолинь, считающемся в наши дни колыбелью китайского чань-буддизма.
После Бодхидхармы в Китае было ещё пять общих патриархов (когда дзэн получил по-настоящему широкое распространение в Китае), а затем учение раскололось на северную и южную школы. Вторая впоследствии получила своё развитие и трансформировалась в пять школ чань, из которых в настоящее время сохранилось только две: Цаодун и Линьцзи. В настоящее время, пережив ряд трудностей, направление чань является самым влиятельным направлением китайского буддизма и стремится распространиться по всему миру.
Все чаньские школы опираются на следующие пять ключевых принципов:
1. Высшая Истина невыразима;
2. Духовное совершенствование невозможно;
3. В конечном счёте ничего не достигается;
4. В буддийском учении нет ничего особенного;
5. Чудесное Дао заключено везде, даже в «ремесле водоноса или лесоруба».

### Дзэн во Вьетнаме
В конце VI века с острова Шри Ланка во Вьетнам прибыл монах Винитаручи, ученик Сэн-цаня, и основал первую школу тхиен. Дальнейшее развитие вьетнамского тхиен связывают со школой Во Нгон Тхонга, бывшего учеником Хуай-хая, и школой Тхао Дьюнга. Последняя школа была основана императором Ли Тхань Тонгом.
Чуть ранее, в 968 году, тхиен стал государственной идеологией Вьетнама и в дальнейшем сыграл важную роль в его истории. Позднее во Вьетнаме появилась школа Чуклам, основанная императором Чан Нян-тонгом и не имевшая аналогов в Китае, школа Нгуен Тхиеу, близкая к школе Обаку, и школа Лиеу Куана, близкая к школе Линьцзи.
По данным исследователя В. Ю. Пореша, в XX веке во Вьетнаме отмечался частичный упадок дзэн. В то же время в 30-х годах XX века в стране активизировалось движение за возрождение вьетнамского буддизма и уже к началу 70-х годов во Вьетнаме велось строительство множества пагод. В настоящее время среди приблизительно 60 миллионов вьетнамцев около трети населения являются последователями Махаяны. Из всех школ Махаяны в настоящее время в стране наиболее влиятельными наряду со школами Буддизма Чистой Земли считаются тхиенские школы и, в особенности, школа Ламте (кит. Линьцзи).

### Дзэн в Корее
Сон пришёл в Корею в VII веке с дзэн-мастером Помнангом, учившимся у четвёртого патриарха чань Даосиня, но получил распространение только к середине IX века. В период с 828 по 931 год в стране возникло 9 школ дзэн, получивших название «девяти гор». Этими девятью школами стали школы Сильсансан, Тоннисан, Каджисан, Чакульсан, Сонджусан, Саджасан, Свэянсан, Поннимсан и Сумисан, которые в дальнейшем приняли имя Чоге по имени горы в Китае, на которой жил Хуэйнэн (638—713), являвшийся шестым патриархом дзэн.
В более поздний период Корё (918—1392) между школой сон и схоластическими буддийскими школами возникла напряжённость, что привело к необходимости налаживать взаимопонимание между школами. В этот же период буддийская сангха переживала кризис, связанный с проникновением светских явлений в буддизм, например, гаданий и молитв для достижения успеха в светских делах. Ключевыми фигурами данного периода стали сон-мастер Чинуль (1158—1210), создавший в горах новое движение дисциплинированных практиков «самадхи и праджня общества», и сон-мастер Чингак Хесим (1178—1234), развивавший практику хваду. Также в 1346 году учитель Тхэго Поу (1301—1382) окончательно объединил все чань-буддийские школы в составе ордена Чоге.
Соперничая с «каноническими» буддийскими школами, сон постепенно набирал популярность. Однако во время династии Чосон (1392—1910), которая симпатизировала неоконфуцианству, буддизм утратил в Корее свою главенствующую роль. Монахам был предъявлен ряд жёстких ограничений, например ограничение на посещение городов, а число монастырей значительно сократилось. В результате буддизм периода Чосон был сокращён до школ сон и гйо (gyo), а в конечном итоге уменьшен до единственной школы сон. В этот период ключевую роль занял сон-мастер и автор ряда важных религиозных текстов Сосан Хючжон (1520—1604), считающийся центральной фигурой в возрождении буддизма Чосон. Движение «Праведный монах» Сосана Хючжона также помогло изгнать японских захватчиков из Кореи. Важным событием данного периода стало написание дзэн-мастером Кихвой (1376—1433) трактата в защиту буддизма, получившего название Трактат о проявлении истины.
После раскола Кореи на КНДР на севере и Республику Корея на юге, в Северной Корее буддийские монастыри были закрыты и религиозная практика была запрещена, в то время как в Республике Корея (Южная Корея) буддизм конкурировал с христианством.
Возрождение корейского буддизма в Южной Корее началось в 1960-х годах. В настоящее время сон практикуется в Корее в ряде крупных монашеских центров. Двумя главными буддийскими школами Кореи считаются школа чоге-чжон (или Орден Чоге, который объединяет большую часть буддистов Кореи, включая многочисленных буддистов школы сон) и школа тхэго-чжон, берущая своё происхождение от наставника Тхэго Поу, являвшегося преемником Линь-цзи. В XX веке одним из известнейших представителей Ордена Чоге был дзэн-мастер Кусан Сыним (1908—1983).
В 1983 году корейским дзэн-мастером Сун Саном, получившим передачу дхармы от 77-го патриарха корейского дзэн Ко Бона, была основана международная школа дзэн Кван Ум, берущая свои истоки от ордена Чоге. Данная школа, близкая к школе Риндзай, на конец 2012 года имела 35 дзэн-центров в Америке, 7 дзэн-центров в Азии и Австралии, а также 53 дзэн-центра в Европе (включая дзэн-центры в России — в Санкт-Петербурге и Ростове-на-Дону).
По данным исследователя В. Ю. Пореша, Южная Корея является единственной традиционной страной, в которой дзэн на протяжении всего XX века и в настоящее время не потерял своих высоких организационных и духовных позиций. Последователи корейского дзэн утверждают, что дзэн в Корее является наиболее «чистым» и аутентичным традиции дзэн шестого патриарха чань Хуэйнэна, к которому и восходит корейский дзэн.

### Дзэн в Японии

#### Предварительный этап
В 653 году монах из Японии Досё прибыл в Китай для изучения философии Йогачары у мастера Сюань-цзяна. Под влиянием Сюань-цзяна Досё стал адептом дзэн-буддизма и, вернувшись в Японию, возродил школу Хоссё, адепты которой тоже начали исповедовать дзэн. Первым медитационным залом школы стал зал в храме Нары.
В 712 году в Японию прибыл наставник винаи Дао-сюань, также практиковавший чань северной школы Шэнь-сю. Дао-сюань, прибыв в Нару, поспособствовал формированию тесных связей между школами Рицу (Винайя) и Кэгон (кит. Гуйян), а также развитию культуры Японии. Преемником Дао-сюаня стал Гьёхьё, а преемником Гьёхьё — Сэйкё (Дэндзё Дайси, 767—822), который стал одним из основателей школы Тэндай. Влияние данных наставников помогло закрепить практику медитации в Японии.
В IX веке, приняв приглашение от императрицы Такибаны Какико, Японию посетил учитель чань школы Линьцзи И-кьюн. В Японии он проповедовал учение среди императорского двора, а позже принял руководство храмом Дэнриндзи в Киото, который был построен специально для него. Но И-кьюн не смог популяризовать учение во многом из-за отсутствия каких-либо решительных действий со своей стороны и через некоторое время вернулся в Китай. После этого в Японии начался период застоя дзэн, сопровождавшийся отдельными фактами угасания всего буддизма.

#### Эйсай и закрепление дзэн в Японии
Наставником, при котором дзэн окончательно пришёл в Японию в виде школы Риндзай (кит. Линьцзи), считают Эйсая (Дзэнкё Кокоси, 1141—1215). Уже в детстве Эйсай практиковал монашескую форму буддизма в японском храме тэндайской школы. В 1168 году Эйсай первый раз прибыл в Китай, где его в очень большой степени впечатлило чаньское учение. Из своей поездки он вынес убеждение, что такое учение поможет его стране возродиться духовно. Вторая поездка Эйсая в Китай состоялась в 1187 году, в ходе которой он получил «печать просветления» от учителя школы Линьцзи Сюйань Хуайчана линии Хуань-луна.
В Японии Эйсай проповедует о превосходстве дзэнского учения над учением тэндайской школы, что встречает противодействие и обвинения в ереси в отдельных случаях. При поддержке представителей высшей властей Эйсай становится настоятелем храма Кэнниндзи, расположенного в Киото и принадлежащего школам Сингон и Тэндай, где активно занимается распространением дзэн, при этом описывая свои усилия в тексте «Распространение дзэн ради защиты отечества». Также Эйсай изменяет позицию по другим буддийским школам на более мягкую, чтобы «добиться признания дзэн как самостоятельной школы». Кроме окончательного закрепления традиции дзэн в Японии Эйсай также заложил основы традиции японской чайной церемонии, посадив возле монастыря семена чая, привезённые им из Китая, и описав известные ему сведения о чае и чайной церемонии в своей книге о чае.

#### Расцвет Риндзай-дзэн в эпоху Камакура (1185—1333)
Вследствие поддержки школы императорской властью, дзэн серьёзно укрепил своё положение в Японии. Дзэн-буддистами стали многие члены фактически правящего самурайского рода Ходзё. Сёгун Ходзё Токиёори (1227—1263) кроме того, что помог приехать в Японию многим чаньским учителям, сам, как считается, достиг окончательного сатори. Сиккэн Ходзё Токимунэ (1251—1284) привлёк на должность настоятеля храма Энгакудзи знаменитого учителя чань Согэна Магаку, который впоследствии помог ему «обрести силы в дзэн», чтобы справиться с монгольским вторжением.
В то же время школа встречалась и с рядом трудностей в своём развитии, наиболее заметно это было в Киото. После смерти Эйсая там серьёзно снизилась дисциплинированность учеников. В киотском храме Кэнниндзи из-за взаимодействия храма со школами Тэндай и Сингон появились магические ритуалы и формальное отношение к учению. Наставником, помогшим справиться школе с этими трудностями, стал Сёити Кокуси (1202—1280), ставший аббатом храма Тофукудзи и проповедовавший там «истинный дух дзэнского учения». Ещё одним важным центром дзэн, который поддерживал император, стал храм Нандзэндзи, первым аббатом которого стал Дэймин Кокуси, обучавшийся дзэн в том числе и у Сёити. Также известным мастером Риндзай данного периода стал Какусин (1207—1298), впервые представивший в Японии китайскую игру на флейте в качестве дзэнской практики. Большое внимание со стороны дзэн-буддистов уделялось и другим китайским искусствам, которые глубоко проникли в японскую культуру и приобрели национальный колорит.
В данном периоде также следует отметить мастера дзэн Мугай Нёдай (1223—1298), которая стала первой женщиной в дзэн, получившей звание мастера дзэн. Также Мугай Нёдай была основательницей самого значительного впоследствии женского монастыря Кэйай-дзи, ставшего центром для сети из пяти женских монастырей, дублирующих систему мужских монастырей.

#### Догэн
Основатель школы Сото Догэн (1200—1253), принадлежа к знатному роду и являясь хорошо образованным юношей, в двадцать лет отказался стать преемником старшего брата, являвшегося влиятельным аристократом, и ушёл в монастырь у горы Хиэй со своим младшим братом-отшельником. Коренной причиной данного решения было тяжёлое переживание Догэном в семилетнем возрасте смерти своей матери, оставившей ему перед смертью напутствие о том, что Догэн должен уйти в монашество, чтобы познать дхарму и спасать всех существ от страданий.
В тэндайском монастыре Догэн изучал буддийские тексты и практиковал служение. Но не зная ответа на вопрос «Почему все будды и бодхисаттвы так страстно стремятся к просветлению и ведут аскетический образ жизни?», если все существа уже обладают природой Будды, Догэн покинул гору и по совету тэндайского монаха Кёина пришёл в риндзайский храм Кэнниндзи. После этого Догэн с наставником храма, Мьёдзэном, посетил Китай, где безуспешно пытался обрести просветление в чаньском храме Тьен-дунь-жу и в других монастырях и школах, а потом вернулся в Японию, где встретил очень строгого и аскетичного, но энергичного и добросердечного учителя дзэн Цзю-циня (1163—1268). Цзю-цинь, считавший, что монахам, желающим познать учение, нельзя тратить время на сон, установил беспрецедентные по жёсткости порядки в своём монастыре. Под его руководством Догэн медитировал и днём, и ночью, когда и достиг просветления, услышав вопрос учителя заснувшему ученику: «В дзэн тело и разум едины. Как же ты умудрился заснуть?»
После периода совершенствования в практике в 1230 году Догэн пришёл в сельский храм Аньёин возле Фукакусы, где начал учить последователей обретению природы Будды в сидячей медитации. В этом же храме, вскоре ставшим местом массового паломничества, Догэн написал первую главу «Сёбогэндзё» о практике дзадзэн. Позднее Догэн переселился в храм Каннондёриин, а потом в храм Кёсёхориндзи, где в наибольшей степени реализовал себя в качестве наставника многочисленных учеников. Покинув храм из-за угроз общине храма со стороны монахов горы Хиэй, Догэн некоторое время жил в деревенских храмах, а в 1245 году поселился в храме Эйхэй-дзи («Бесконечный мир»), где в 1253 году и умер.
Догэн сформировал религию «исключительного дзадзэн» (шикан тадза), считающуюся среди буддистов возвращением к «чистой традиции Будды и патриархов». Считая сидячую медитацию самодостаточной, в то же время Догэн указывал на ошибочность однозначного отказа от изучения сутр.
Общий вклад Догэна в японский буддизм крайне высок, Г. Дюмулен отмечал, что Догэн, имевший качества сострадания, прямодушия, искренности и пытливости, является «едва ли не самым примечательным религиозным деятелем Японии».

#### Дзэн в эпоху Муромати (1336—1573)
Дзэнская школа продолжала успешно развиваться. Усиливалось влияние старых дзэнских храмов на культуру и религию, строилось множество новых храмов. К числу последних относился храм Дайтокудзи, построенный императором Го-Дайго в 1324 году и занимавший особое положение среди других храмов. Другими известными новыми храмами стали храмы Мьёсиндзи и Тэнрюдзи. Последний храм возглавил Сосэки (Мусё Кокуси, 1275—1351), являвшийся наиболее известным буддийским учителем того времени. Благодаря влиянию Мусё на сёгуна, было построено 66 новых дзэнских «храмов для умиротворения страны» и налажены торговые отношения с Китаем. Храмы Кинкакудзи («Золотой павильон») и Дзисёдзи, известные, главным образом, из-за своей художественной ценности, также связывают с Мусё. Рядом с последним храмом был построен Гинкакудзи («Серебряный павильон»), также ставший «произведением высокого искусства».
Для упорядочивания многочисленных дзэнских монастырей в Японии действовала система Годзан или в система «Пяти гор». В данной системе пять храмов в окрестностях Киото и пять храмов в Камакуре считались главными, им подчинялись «около шестидесяти храмов „второго“ уровня». На самом нижнем уровне находилось ещё около двухсот храмов. Сёгун официально оформил иерархию дзэнских монастырей в 1386 году, согласно которой главным японским храмом стал храм Нандзэндзи.
Самые авторитетные наставники данного периода, стремясь распространить учение, использовали для наставлений стиль кана-хёго, для понимания которого мирянам не нужно было иметь образование. В то же время упрощение наставлений привело к тому, что наставники, в основном, использовали старые приёмы обучения и простые тезисы, отказываясь от оригинальности и использования парадоксов. Также дзэнские учителя начали рассуждать о дзэн в разрезе «интеллектуальной ценности».
На данном фоне резко выделялся дзэнский учитель Иккю Содзюн (1394—1481). До знакомства с дзэн он воспитывался в буддийском храме, в который его отдала мать, фаворитка императора. В храме преподавался широкий круг дисциплин, но наиболее сильно Иккю полюбил поэзию и впоследствии стал известным поэтом. Обретя просветление, Иккю стал очень известен среди простых людей за свою «естественность религиозного служения», широту взглядов и резкое неприятие фальши. Иккю не отказывался от женщин, сакэ и мяса, критиковал посмертные идеи амидаизма, указывая на то, что они не связаны с познанием природы Будды, и высмеивал погребальные традиции чтения сутр и подношения еды, считая лучшими подношениями лунный свет или воду реки. Имея развитое чувство юмора и не желая мириться с недостатками как богатых, так и бедных людей, Иккю часто создавал ситуации со своим оригинальным решением, которые впоследствии становились известными анекдотами.

#### Культурное влияние дзэн в эпоху Муромати (1336—1573)
Многочисленные японские искусства или «пути» (до), рождённые в дзэнских монастырях, активно развивались в период Муромати. В начале периода наиболее значимой фигурой, воплощающей в себе дзэнские искусства, стал искусный художник, каллиграф и садовод Мусё. В последнем искусстве Мусё, используя новый стиль гармонизации, достиг выдающихся успехов, так как его сады стали считаться «самыми красивыми в Японии» и сильно повлияли на всё ландшафтное искусство Японии.
Храм Дайтокудзи, в котором обучал дзэн учитель Иккю, считающийся центральной фигурой в создании японской культуры XV века, также долгое время считался наиболее значимым центром японской культуры. Ученик Иккю, Сукё (1422—1502), стал после Эйсая вторым основателем традиции японской чайной церемонии, внеся в данную традицию национальные особенности. Через линию учеников, включая наиболее известного в этом искусстве мастера Сэн-но Рикю (1521—1591), данная традиция существует и в настоящее время.
Дзэнская живопись также получила значительное развитие в период Муромати. К числу известных дзэнских художников XIII века относят Сиа-куэя, Ma-юаня и Лянь-кая. В Японии новый стиль суми-э, являвшийся искусством рисования тушью, получил начальный импульс благодаря работам чаньского монаха Му Ци, а потом стал известен по работам Као и Минсё. Минсё кроме нескольких пейзажей создал эскиз «Нирвана» и портрет Сёичи Кокуси.
В XV веке на развитие суми-э повлиял живописец Сюбун, ставший, благодаря приказу сёгуна, главой государственного департамента живописи. Также Сюбун добился некоторых успехов в искусстве скульптуры. Влияние работ Сюбуна испытали на себя ряд дальнейших дзэнских художников, включая Сётана, Нёами, Дасоку, Сёкэё и Сэссю (1421—1506). Последний получил наибольшую известность не только в Японии, но и в Европе, где его называли «величайшим художником или, по крайней мере, величайшим из японских пейзажистов». Известными учениками-живописцами Сэссю стали Сюгэцу и Сэссон, а их общим известным учеником стал Масанубу (1454—1550).
Начиная с этого времени искусство живописи начало отходить от традиции дзэн, а дзэнские монастыри перестали быть центрами культуры и вошли в «период духовного застоя и нравственной деградации».

#### Контакты между дзэн и христианством
На момент встречи дзэн-буддизма и христианства из-за социальных и политических проблем Японии, сильно повлиявших на уменьшение дисциплины, дзэнская школа пришла в застой. Христианские проповедники, увидев школу в таком состоянии, в котором среди монахов был распространён гомосексуализм, сделали вывод о дзэн как о нигилистическом и атеистическом учении.
Тем не менее в начальный период между дзэн-буддистами и христианами были в основном дружелюбные отношения. Известный иезуитский миссионер Франциск Ксаверий (исп. — Франсис Хавьер), находившийся в Японии с 1549 по 1551 год, в своём письме в Рим указывал, что подружился с известным настоятелем Нинсицу («Сердце истины»), также Хавьер познакомился и с другими буддийскими монахами. Другие христианские проповедники, следуя примеру Хавьера, также начали дружить с некоторыми дзэнскими настоятелями. Дружба привела к тому, что некоторые дзэнские последователи приняли христианство. В числе таких был старый монах из Дайтокудзи, а также дзэн-мастер Кэссю, что в последнем случае не осталось незамеченным.
Но с другой стороны с самого начала между дзэн и христианством появлялись трения и конфликты. В дальнейшем конфликты разрослись, а наиболее импульсивные последователи христианства и дзэн начали поджигать чужие храмы и церкви. Но в то же время в некоторых случаях конфликты никак не повлияли на дружбу сторонников разных учений.
Главными темами обсуждений данного периода стали вопросы о Боге и душе. Дзэн-буддисты отрицали последнее (в силу исповедения буддийской теории об анатмане) и принимали христианскую концепцию о принципе — источнике всех вещей, но считали данным принципом «пустоту» (санскр. — шуньята).
Валиньяно, глава христианской миссии, с целью уточнения полемики написал катехизис, представлявший собой сборник вопросов и ответов, который стал основой для последующих христианских книг, в которых доказывалась ложность учения Будды и ложность дзэнского учения в частности. В итоге дзэн стал определяться у миссионеров как «наиболее противоречащая Закону Божьему японская школа» и связываться с «оплотом Сатаны».
В период контакта христианские миссионеры восторгались японской культурой и корректировали свой образ жизни в соответствии с местными обычаями, обмен опытом и традициями дал свои плоды в виде перехода части высшей аристократии Японии в христианство. Культурный обмен между японской и христианской культурой продолжался до начала периода гонений на христиан. Одним из явных примеров такого обмена стало посещение известными миссионерами японских чайных церемоний, во время которых иногда читалось Евангелие. Иезуит отец Родригес (1561—1634) в своей книге высоко оценивал «искусство чая», являвшегося, с его точки зрения, «привнесением религиозного идеала дзэн в естественное проявление художественного вкуса». Христиане не только участвовали в церемонии, но и стали проводить её. Из семи известных учеников мастера чайной церемонии Сэн-но Рикю пятеро были христианами.

#### Поздний период японского дзэн
С 1600 по 1868 год в Японии проводилась политика гонения на христиан и политика строгого контроля над буддизмом. В результате такой политики впервые был произведён учёт всех дзэнских монастырей, школ и подшкол. Также вследствие данной политики буддизм, включая школу дзэн, стал полностью зависим от правящей власти. Государство отрицало любые новшества в буддизме и поддерживало в конфликтах настоятелей главных храмов страны, что привело к увеличению общей стабильности и постройке новых буддийских зданий, но к потере «внутреннего содержания» буддизма.
Известными дзэнскими деятелями начала периода, поддерживавшими государство, стали монах Сёдэн (ум. 1633) из Нандзэндзи, занимавшийся на своей высокой государственной должности активным противодействием христианским проповедникам, и учитель Такуан Сохо (1573—1645), выполнявший поручения сёгуната и входивший в ближний круг сёгуна Иэмицу. Такуан стал наиболее заметным мастером меча и мастером дзэн данного периода. В этот же период влияние дзэн окончательно оформило «путь воина» бусидо. Кроме того практики дзэн повлияли на образование стиля дзэнга в живописи.
Причиной некоторого обновления дзэн стало появление школы Обаку, восходящей к Линьцзи. Первый храм школы Обаку-сан Мампукудзи («Храм тысячекратного блаженства на горе Хуань-по») был основан в 1655 году 60-летним наставником Йин-юанем (ум. 1673), приехавшим из Китая со своими учениками годом ранее. Школа быстро развивалась, в том числе благодаря отсутствию противодействия со стороны сёгуната. Известным популяризатором школы стал Тэцугэн (1630—1682), являвшийся сторонником использования сутр и помогший в издании 6956 томов буддийских текстов. Признавая сутры и сочетая их с практикой, Обаку делала акцент на пути постепенного просветления, в то же время не отрицая возможности внезапного просветления в некоторых случаях. В школе также практиковались элементы амидаизма в виде практики нэмбуцу, заключавшейся в повторении мантры «Наму Амида-буцу». Несмотря на некоторые успехи, школа не смогла распространиться дальше отдельных мест и не оказала значительного влияния на Японию.
Стремление дзэн-буддистов к обновлению дзэн и буддизма ещё более отчётливо проявилось во второй половине XVII века. Монах школы Сото Мандзан Дохаку (1636—1714) активно выступал против устоявшейся практики разрешения буддийских споров сёгунатом в пользу главных монастырей, а также против жадности монахов и сомнительных передач дхармы, которые появились в конце средневекового периода. Кроме того, значительных успехов в обновлении буддизма добился дзэнский монах Тэнкэй (1648—1735) своими проповедями.
Известными дзэн-мастерами периода обновления стали дзэн-мастер Бунан (1603—1676), жёстко критиковавший тех, кто стремился только к личному просветлению, и дзэн-мастер Банкэй (1622—1693), бывший очень популярным оратором, собиравшим вокруг себя до пятидесяти тысяч слушателей. Профессор Д. Т. Судзуки характеризовал Банкэя как одного из трёх наиболее великих японских учителей дзэн (двумя другими были Догэн и Хакуин), указывая на его оригинальный антидогматический и некоанный метод обучения. Благодаря усилиям Судзуки и других японских учёных, искавших и издававших забытые тексты Банкэя, в настоящее время интерес к дзэнскому учению Банкэя вновь усиливается. Доктор философии Питер Хаскел отмечает, что повышение интереса к Банкэю не случайно, так как «его чувство свободы, его человечность, его глубокое проникновение в вечные проблемы, выраженное на языке повседневной жизни, кажется, целиком отвечают духу нашего времени».
Центральной фигурой позднего японского дзэн стал Хакуин (1685—1768), который «возродил школу Риндзай в её первоначальной строгости и чистоте». В детстве Хакуин был глубоко впечатлён проповедью нитирэнского монаха о «Восьми уровнях ада», говорившей о вероятности попасть в ад в том числе и из-за того, что Хакуин с наслаждением убивал птиц и насекомых. Страх Хакуина долго не проходил, поэтому после периода начального изучения буддизма и недельного периода безуспешной религиозной практики повторения дхарани из Сутры лотоса, направленной на прекращение страданий от любой боли, Хакуин в пятнадцать лет решил стать монахом. После периода обучения под руководством разных наставников, Хакуин, прочитав рассказ об учителе школы Риндзай Ши-шуань Цы-юане, применявшем шило для того, чтобы боль поддерживала его круглосуточную практику медитации, начал с «величайшим упорством» выполнять дзэнскую практику. Такая практика ухудшила состояние здоровья Хакуина, привела к физическому истощению и серьёзным нервным расстройствам, называемым в традиции «дзэнской болезнью». В дальнейшем Хакуин вылечил данную болезнь при помощи способа, показанного ему отшельником Хакуем, и продолжил путешествовать по стране и с усердием выполнять практику. Через некоторое время Хакуин достиг просветления при помощи коана о смерти Нань-цюяня, заданного ему учителем Этаном, отличавшимся очень жестокими методами обучения, и ударов метлы хозяина дома, возле которого он встал с чашей для подаяний, глубоко задумавшись о коане. В храме Мёсиндзи он стал настоятелем и в дальнейшем успешно проповедовал учение в доступной для необразованных мирян форме. Г. Дюмулен характеризует усилия Хакуина и его роль в Японии следующим образом: «С помощью своего ненавязчивого добросердечия, своей искренности и религиозного рвения Хакуин сумел завоевать сердца простых людей и поэтому по праву принадлежит к величайшим религиозным реформаторам в истории Японии».
Известнейший японский поэт Мацуо Басё (1644—1694) не был монахом, но был приверженцем дзэн, обучавшимся в монастыре дзэн и сумевшим при помощи своей поэзии отобразить «сущность просветлённого взгляда на природу». Его известнейшим выражением такого взгляда стало следующее хокку:
Старый пруд.
Прыгнула в воду лягушка.
Всплеск в тишине.
К началу периода Мэйдзи (1868—1912) дзэн, как и другие буддийские школы, по-прежнему жёстко контролировался со стороны государства. Гонения на буддизм в период Мэйдзи ещё более ухудшили ситуацию. В период Тайсё (1912—1926) дзэнская школа уже почти не влияла на японскую культуру. Сообщества последователей дзэн в этот период концентрировались вокруг оригинальных, но скромных наставников, предпочитавших пребывать в удалённых от суеты храмах.

#### Дзэн в XX веке и современный дзэн в Японии
К началу XX века синтоизм стал официальной религией Японии. У буддийских институтов был выбор: приспособиться или погибнуть. Школы Риндзай и Сото попытались модернизировать дзэн в соответствии с западными идеями, одновременно поддерживая японскую идентичность. Эта японская идентичность в настоящее время сформулирована в философии Нихондзинрон, японской теории уникальности. Широкий круг объектов был взят в качестве типичного для японской культуры. Д. Т. Судзуки способствовал философии Нихондзинрон, принимая дзэн в качестве отличительного знака азиатской духовности и показывая, что это учение носит уникальный характер в японской культуре.
Это привело к поддержке военных действий японской имперской системы японскими учреждениями дзэн, включая школу Сото и крупнейшие филиалы Риндзай. Согласно профессору Р. Шарфу, буддийские деятели стали соучастниками национальной идеологии, представлявшей Японию в виде «культурно однородной и духовно развитой нации».
По данным исследователя В. Ю. Пореша, в XX веке в Японии отмечался упадок школы. В то же время интерес к японскому дзэн вырос на Западе после Второй мировой войны. Некоторые из интересующихся, такие как Филип Капло и голландец Янвиллем ван де Ветеринг, отправились в Японию, чтобы изучать дзэн. Некоторые японские учителя, в свою очередь, пришли на Запад.
На 1997 год число последователей дзэн в Японии составляло более 6 миллионов человек. Из них 4 миллиона человек входили в школу Сото, 2 миллиона человек в школу Риндзай и 100 тысяч человек в школу Обаку. В настоящее время количество последователей японского дзэн по всему миру составляет около 10 миллионов человек, при этом более 8 миллионов человек приходится на школу Сото и около 2 миллионов человек на школы Риндзай и Отокан.
В настоящее время японскому дзэн принадлежит около 20 % буддийских храмов в Японии. Дзэнские и все остальные традиционные буддийские школы Японии входят во Всеяпонскую буддийскую ассоциацию, включающую в себя около 60 школ и подшкол. Школы Сото и Риндзай входят в число наиболее влиятельных в данной ассоциации. Школа Сото находится в данной ассоциации на первом месте по числу храмов, которое составляет около 15 000 храмов (у следующей за ней по числу храмов амидаистской школы Дзёдо-синсю немногим более 10 000 храмов). Школа Риндзай имеет более 3 000 храмов.
Кроме вышеуказанных японских школ существует небольшая дзэнская школа Санбо Кёдан или «Орден Трёх Сокровищ», берущая свои истоки от Ясутани Хакууна (1885—1973), чьё учение описал роси Филип Капло в «Трёх столпах дзэн». Данная реформаторская школа основана Ясутани Хакууном в 1954 году, когда Ясутани разорвал отношения с традицией Сото. Школа Санбо Кёдан подвергает критике школы Риндзай и Сото. На момент 1988 года школа насчитывала только 3790 последователей и 24 учителя, но оказывала большое влияние на западный дзэн. Влияние Санбо Кёдан на японский дзэн в XX веке было относительно слабым.
Также в Японии присутствуют немногочисленные последователи школы Фукэ, которая возродилась в 1950 году в Храме светлого и тёмного.
Японское общество «F.A.S. Society», которое также имеет название «F. A. S. Zen Institute», стремится к модернизации дзэн и к приспособлению учения к современному миру. Оно было сформировано в середине XX века профессором и учителем дзэн Синъити Хисамацу и не относит себя к какой-либо определённой школе.

### Дзэн на Западе
Дзэн способен хорошо адаптироваться к культуре других стран, что стало причиной появления дзэн на Западе. Через некоторое время после прихода дзэн на Запад уже многие тысячи дзэн-буддистов стали объединяться в группы медитации под руководством западных и восточных наставников дзэн. Во второй половине XX века популярность дзэн на Западе превысила популярность других восточных течений. В 70-х и 80-х годах почти каждый западный университет, изучающий религию, создал факультет либо группу по изучению дзэн в теории и на практике. В Европе дзэн занимал лидирующее положение среди буддийских школ до прихода туда тибетского буддизма.
В настоящее время количество книг о дзэн для западного читателя, как научных, так и популярных, очень велико.

#### Появление и начальное развитие
Из-за «закрытости» Японии европейцы впервые смогли познакомиться с культурой страны только в середине XIX века, но первое научное знакомство Запада с дзэн относится к 1913 году. В этом году была издана книга-исследование Кайтэна Нукарии «Религия самураев», но она не получила какой-либо известности, заинтересовав лишь специалистов. До этого момента западный читатель мог познакомиться с традицией дзэн лишь по книге дзэнского учителя из Японии Сяку Соэна «Sermons of a Buddhist Abbot» (англ. — «Проповеди буддийского аббата») по Книге чая Окакуры Какудзо, в которой раскрывалась суть дзэнского учения. Обе книги были изданы в США в 1906 году и не заинтересовали американских читателей.
Следующий этап распространения дзэн на Западе связан с выходом книг профессора Д. Т. Судзуки (1870—1966), которые сильно повлияли на возрастание популярности дзэн, особенно среди интеллигенции. Первым западным автором, написавшим о дзэн, стал А. Уотс, чьи книги называлсь «Путь дзэн» и «Дух дзэн». В конце 50-х годов выходит множество книг об учении. Начинают издаваться книги европейских и американских дзэн-буддистов, описывающих собственный опыт постижения учения в японских монастырях.
Д. Т. Судзуки и его ученики сформировали необходимые условия для «дзэнской революции», повсеместно происходившей в 60-х годах среди молодежи и интеллигенции Запада. Главным образом успех Судзуки был основан на том, что он смог интерпретировать восточное учение в понятных европейским читателям терминах, дающих хорошее представление о теоретической и практической сторонах учения и одновременно он смог заинтересовать западную публику своим несколько парадоксальным стилем изложения.
После Судзуки литература о дзэн на Западе развивалась в нескольких направлениях. Продолжалось академическое направление, принимавшее во внимание труды Судзуки по интерпретации учения. Сформировалось направление сравнительного анализа дзэн и экзистенциализма, психологии и т. д. Ещё одним направлением стала массовая литература, в частности художественная литература, предназначенная для широкого круга читателей. Неоднородность традиции на Западе соответствовала неоднородности учения в самой Японии, где также существовал «монастырский» дзэн, дзэн «философии жизни» и «популярный» дзэн, рассматривавшийся как часть досуга и окружающего быта.

#### Традиционный дзэн, проблемы и трансформация
«Монастырский» дзэн, также получивший в Америке имя «квадратный» из-за своей традиционности и выверенности, принесли на Запад ряд японских дзэнских учителей. Важное значение в дальнейшем распространении традиционной формы учения сыграл дзэн-центр в Нью-Йорке, где обучали дзэн Сакей-ан и Рут Фуллер Сасаки, которые строго придерживались традиционной системы постижения учения школы Риндзай. Данная система включала в себя знание и понимание истории школы, терминов буддизма и текстов дзэн, а также строгую дисциплину, отсутствие теоретических рассуждений и чёткое следование указаниям наставников.
На Запад также пришла и школа Сото, начавшая набирать большую популярность с конца 60-х годов. Наиболее значимым популяризатором данной школы стал учитель Тайсэн Дэсимару.
В 1970 году появился дзэн-монастырь в Северной Калифорнии, который следовал строгой системе традиционных монастырей, включавшей в себя, например, бритьё головы и ношение сандалий. Но в дальнейшем сохранить традиционную систему без изменений стало невозможным, и западные дзэн-центры, несмотря на сохранение медитативной практики и характерных черт традиции, претерпели организационные и другие изменения. Дзэн-центры трансформировались в открытые дзэн-буддийские коммуны и кампусы университетов, теперь позволяющие последователю ходить на работу, иметь семью и заниматься прочей деятельностью, не связанной с буддизмом.
Похожий процесс уже происходил в средневековой Японии, где военное сословие, практикуя медитацию в монастырях, не отказывалось от своих социальных обязанностей. Но на Западе процесс трансформации зашёл ещё дальше. Община всё больше преобразовывалась в семейную религиозную коммуну открытого типа и столкнулась с такими проблемами как проблема экономической независимости, участия в общественной и политической жизни, семьи и брака, сексуальной свободы, воспитания детей, равноправия женщин и другими.
Проблема семьи и брака состояла в том, что при частой и регулярной медитативной практике семья иногда играет роль обузы для практика, что является причиной многочисленных драм. Поэтому внутрисемейные и сексуальные отношения в западном дзэн были перенесены в границы дзэн-центров. Проблема женского равноправия состояла в том, что в традиционных восточных монастырях практически повсеместно женщины медитировали отдельно от мужчин. На Западе женщины стали медитировать совместно с мужчинами, а также могли стать монахинями и занимать определённую должность в иерархии.
Общины дзэн по-прежнему практиковали ручной труд в сельском хозяйстве, ремесленничестве и сфере обслуживания, рассматривая его как медитацию. Внешними же изменениями западного дзэн стало то, что бритьё головы и ношение сандалей стало необязательным. Последователи также начали носить обычную европейскую одежду. Но внешние изменения дзэн были не такими существенными, как изменения внутренние.
Большая часть западных дзенцев имела законченное образование в институтах и колледжах и стремилась к рациональному осмыслению «иррациональных» положений дзэн. Кроме того, японские последователи хорошо знали положения буддизма перед тем, как от них отказывались после приобщения к дзэн. Западные дзэнцы были вынуждены сначала изучить эти положения, чтобы в дальнейшем появилась возможность от них отказаться. Также западные последователи стремились обсудить основы дзэн, что в традиционном дзэн считается недопустимым.

#### Христианский дзэн
Часть верующих, пытавшаяся обновить традиционное христианство, положила начало формированию «христианского» направления дзэн. Некоторая часть теологов пыталась при помощи дзэн «возродить „умершего“ бога». Также происходили попытки по созданию христианских дзэн-групп и применению христианского дзэн в богослужениях католической церкви. Дзэн-мастер Сунг Сан в своей книге «Только не знаю» пишет о том, что иногда давал учение различным священникам в Вашингтонском кафедральном соборе. Также Сунг Сан организовывал ретриты в аббатстве Гетземани для католических монахов и предположительно стал первым мастером дзэн, включившим в свой сборник коанов коаны из христианских источников.
Монах католического ордена траппистов Томас Мертон (1915—1968) из аббатства «Гефсимания» в США, сравнивая христианское созерцание и созерцание дзэн, «был потрясён чувством близости» данных традиций.
В 1968 году была издана его книга «Zen and the Birds of Appetite» («Дзэн и голодные птицы»), посвящённая сопоставлению христианского мистицизма и дзэн. Заключение к книге написал Д. Т. Судзуки.
После Мертона значительно повлиял на развитие христианского дзэн приор католического ордена бенедиктинцев Д. Грэхэм, занимавшийся вместе с прихожанами практикой созерцания. Грэхэм выпустил книгу «Дзен-католицизм», получившую значительную известность. В данной книге настоятель указывал на то, что дзэн может оживить католическую традицию, раскрыв её скрытые возможности.
В 1971 году католический священник Уильям Джонстон написал книгу «Христианский дзен», где высказал мнение о дзэн как о методе углубления христианской веры и призывал к повторению Иисусовой молитвы при практике дзэн-медитации. Православный иеромонах Серафим (Роуз) выступил с критикой этой книги, высказав мнение об опыте дзэн как об агностическом и языческом опыте и отметив опасность книги. Также в своей книге с критикой христианского дзэн выступил архимандрит Лазарь (Абашидзе), в то же время высказав мнение о том, что идеи дзэн о сочувствии и любви «быть может, самый высокий религиозный идеал, которого может достигнуть человеческий разум, но без Христа». Положительно высказался о христианском дзэн архиепископ Иоанн (Береславский), основатель нового религиозного движения Богородичный центр, в своей книге «Христианство — дзен», где описал проявление дзэн в Новом Завете и попытался соединить христианское визионерство и дзэнскую традицию.
В 1989 году Ватикан выпустил документ об аспектах христианской медитации, который также имеет отношение к дзэн. Согласно тексту, ни один из методов, предложенных нехристианскими религиями, не должен быть отвергнут только из-за того, что он является нехристианским. Согласно тексту, «напротив, можно взять от них то, что полезно» при условии, что христианская молитва от этого не страдает.
В 2004 году на русский язык была переведена книга «Дзэн и Библия» католического священника и мастера дзэн Какичи Кадоваки. В своей книге Кадоваки указывает на наличие определённых совпадений и схожих символических подтекстов в Библии и в текстах различных коанов, например, обращая внимание на связь между коаном «Если у тебя есть посох, я тебе его дам. Если у тебя нет посоха, — я его у тебя заберу» Басё и словами Иисуса: «Ибо кто имеет, тому дано будет и приумножится; а кто не имеет, у того отнимется и то, что имеет» (Евангелие от Матфея 13:12).
Также американским иезуитским священником и одновременно дзэнским роси и психотерапевтом является Роберт Кеннеди.
Число западноевропейских групп христианского дзэн на конец XX века составляло более 10 % от всех западноевропейских групп дзэн. В основном такие группы располагаются в Германии, Австрии и странах Скандинавии.
Д. Т. Судзуки, книги которого повлияли на формирование христианского направления дзэн, утверждал, что дзэн может быть совместим не только с христианством, но и с любой другой религией. Тем самым Судзуки, по мнению Г. С. Померанца, стал основателем «мирового дзэн».

#### Другие направления дзэн
«Интеллектуальный» дзэн, не связанный с монашеством и трансформировавший учение в «философию жизни», подвергся ещё большим изменениям. На фоне интереса к дзэн многих европейских писателей, философов, художников, музыкантов, а также вследствие развития антропологизма и иррационализма в идеалистической и религиозной философии, возникает такое явление, как «религиозность без религии». Причиной этого стало то, что интеллигенция Запада искала компромисс между потребностью в религии и нежеланием следовать её традициям. Такие черты дзэн как иррациональная практика, нигилизм по отношению к общеизвестным явлениям и авторитетам и нонконформизм также послужили причиной того, что дзэн стал «бесконфессиональной» религией для некоторой части интеллигенции Запада, не желавшей или не смогшей отказаться от своих религиозных взглядов. Данное явление характеризовалось религиозным синкретизмом, размыванием «конфессиональной сопричастности», возрастанием роли восточной философии и общей тягой к мистике и иррациональному.
Битническое направление дзэн 60-х годов, получившее название «бит-дзэн», стало особым направлением молодёжи, провозгласившей «дзэнскую революцию». Данное направление характеризовалось упрощённым и вульгаризированным характером. Молодёжь, не понимая сути учения и его целостного характера, взяла из него лишь внешние атрибуты в виде нигилизма, парадоксального поведения и отсутствия авторитетов. Данное направление не было связано с практикой дзэн, но использовало терминологию учения. Представители данного направления формировали сельские общины, где пытались «возвращаться к природе», а также пропагандировали потребление наркотиков и сексуальную свободу. Ярким представителем данного направления стал писатель Джек Керуак.
Близким к битническому стало психоделическое дзэн-направление, практиковавшее вместо медитации употребление наркотиков с целью достижения сатори. Представитель этого направления, писатель О. Хаксли, выражал мнение о сходстве состояний человека после дзэн-практики и приёма наркотиков. Такое же мнение о медитации и ЛСД было представлено в 1961 году одним из докладчиков на международном конгрессе прикладной психологии. Но традиционный дзэн выражал несогласие с такой точкой зрения. Автор нескольких книг о дзэн и последователь учения Дз. Сибаяма указывал, что эффект наркотиков временен, а практика дзэн предполагает кардинальное самоизменение.

#### Современное состояние дзэн на Западе
На конец XX века был составлен список западноевропейских групп дзэн в четырнадцати странах. Общее число групп составило 452 группы. Более шестидесяти групп действуют на территории Германии; от 30 до 60 — на территории Франции, Нидерландов, Бельгии, Великобритании, Швейцарии, Италии; от 15 до 30 — на территории Австрии, Польши и Испании; менее 10 — на территории Швеции, Дании, Португалии, Норвегии.
К 2000 году в Северной Америке численность дзэн-центров составляла около 2000 центров по всем четырём направлениям дзэн (японский дзэн, сон, чань, тхиен).

### Дзэн в СССР и России
До появления устойчивого интереса к дзэн первым советским научным текстом, подробно описывающим данную школу, стала 500-страничная кандидатская диссертация «Некоторые течения религиозного нигилизма» (1968) Г. С. Померанца. Защита данной диссертации не состоялась по формальной причине, фактической причиной стал «приказ сверху» из-за подписи Померанца в защиту участников демонстрации 25 августа 1968 года. Позднее данную диссертацию активно использовал Андрей Тарковский при работе над Сталкером.
Заинтересованность некоторой части людей в учении дзэн проявилась в Советском Союзе к концу 60-х — началу 70-х годов. Во многом этому поспособствовали официальные переводы произведений Сэлинджера, а также «подпольные» переводы книг А. Уотса, Д. Т. Судзуки и работы Евгении Завадской, в том числе её работы «Восток на Западе» и «Культура Востока в современном Западном мире». Кроме того, увеличению заинтересованности в дзэн поспособствовали появившиеся в СССР книги по японской и китайской поэзии, живописи и книги по буддизму в Китае. Также на рост популярности дзэн повлияло движение хиппи и общая атмосфера «несоответствия между социальной реальностью и провозглашаемыми идеалами» для интеллигенции того времени. Всё это привело к тому, что дзэн стал модным учением среди некоторой части интеллигенции крупных городов. В этот период интерес к дзэн носил во многом интеллектуальный характер. Современные представления о дзэн проникали в страну в основном с Запада: книги, рок-музыка, фильмы. Большой популярностью пользовался, например, вышедший в прокат в 1975 году английский фильм «О, счастливчик!».
Более поздней причиной увеличения популярности традиции стало широкое распространение восточных боевых искусств. Например, в большинстве текстов по каратэ указывалось, что дзэн является наиважнейшей частью тренировки.
В конце 80-х годов большую роль в популяризации дзэн сыграл Борис Гребенщиков. С одной стороны песни Гребенщикова облегчали понимание дзэн для части населения, в основном молодёжи. С другой стороны эти песни также вызывали раздражение у той категории населения, кто не мог их понять и не хотел прикладывать усилия к их пониманию.
В 90-х годах в Россию впервые приехали учителя дзэн. Организовались общины и группы чань, японского дзэн и корейского сон-буддизма. В этот период восприятие дзэн было в первую очередь связано с различными дзэнскими искусствами, поэзией, живописью и некоторыми японскими фильмами. Некоторой пародией на такое восприятие стало творчество художника из группы «Митьки» и писателя Владимира Шинкарёва. В 1990 году в СССР прибыл мастер корейского сон-буддизма Сун Сан, приняв приглашение от М. С. Горбачёва, он нашёл себе первых учеников и открыл отделение «Кван Ум».
В настоящее время число последователей дзэн в России «очень невелико», как и число общин дзэн. В то же время воздействие дзэн в культурных и идейных сферах в некоторых случаях «заметно».
В настоящее время среди всех дзэнских школ, школой, имеющей наибольшее число последователей в России и наиболее лучшую организацию, является корейская школа Кван Ум. Кроме Кван Ум к корейскому ордену Чоге восходит и «Международный буддийский центр Лотосовый Фонарь» с московским храмом «Дальма-са». Китайская школа Линьцзи представлена отделением «Международной ассоциации Свет Будды (Фо Гуан)» в Петербурге. К японской школе Риндзай принадлежит «Риндзай дзэн One Drop Zendo Russia» — московское отделение международной организации «One Drop Zen Community».

## Краткая суть учения
Основной целью дзэн является проникновение в истинную природу ума. Исследователи учения, практиковавшие дзэнскую медитацию, указывают, что сутью учения является «невыразимое», которое невозможно объяснить теоретически или изучить как священную доктрину.
Бодхидхарма определил дзэн как «непосредственный переход к пробуждённому сознанию, минуя традицию и священные тексты» (очень многие неправильно понимают это как отсутствие необходимости дисциплины и медитаций, Бодхидхарма даёт прямо противоположный пример). Шестой патриарх Хуэйнэн в одном из своих высказываний определил дзэн как «прозрение в познании своей собственной природы».
В чаньской школе существовало множество ответов на вопрос «Что такое чань?», считавшихся очень хорошими. Ответ учителя мог быть выражен в виде крика, смеха или указывания на что-то, например, на дерево или птицу. Мастер Энго, отвечая на вопрос «Что такое дзэн?», выразился следующим образом:

Он непосредственно перед вами в это мгновение, я передаю его вам во всей полноте. Для умного человека одного слова достаточно, чтобы направить его к истине, но даже в этом случае может вкрасться ошибка. Это возможно тогда, когда истина эта выражена посредством пера и бумаги, либо облечена в форму софизма; в этих случаях она ещё дальше ускользает от нас. Великая истина Дзэна живёт в каждом. Загляните внутрь и ищите её там, не прибегая к чьей-либо помощи.
Ещё один наставник дзэн ответил на тот же вопрос «Что такое дзэн?» так: «Пить чай, есть рис, я провожу своё время естественно, любоваться потолком, любоваться горами. Какое безмятежное спокойствие и чувство!». К попыткам же дать более теоретическое определение учению наставники относились отрицательно и с некоторой долей юмора. Так учитель Хуанбо Сиюнь, увидев записи ученика об основах буддийского учения, спросил его: «Что от нашего учения может быть в этих следах туши на бумаге?».
Суть учения Бодхидхармы выражалась в «безмолвном просветлении в созерцании» и в «очищении сердца через два проникновения и четыре действия». Под двумя проникновениями имелись в виду два пути, которые последователь мог применять параллельно: внутреннее «проникновение через принцип» (жу ли), являющееся «созерцанием своей истинной природы», и внешнее «проникновение через дела» (жу ши), кратко выражаемое в сохранении спокойствия ума при любых действиях и в отсутствии стремлений. Более полно «проникновение через дела» выражается в четырёх действиях:
1. Не испытывать ненависти и отказаться от плохих поступков. Последователю необходимо осознать, что после таких поступков приходит воздаяние (бао), осознать источник зла и отказаться от беспокойства из-за жизненных неприятностей.
2. Следовать карме или обстоятельствам. Обстоятельства, в которых находится человек, созданы его прошлыми действиями и мыслями, но в будущем они исчезнут. Поэтому Д. Т. Судзуки выражает позицию дзэн следующим образом: «Потерять или приобрести, — пусть это будет для нас всё равно: давайте принимать всё, что приносит нам карма».
3. Не иметь стремлений или привязанностей к предметам и явлениям, так как, согласно учению, именно они являются причиной страданий. «Все вещи пусты и нет ничего привлекательного, к чему стоило бы стремиться».
4. Быть в гармонии с Дхармой, Дао. Согласно сутрам, «в дхарме нет живых существ, так как она свободна от оков бытия: в дхарме нет „я“, так как она свободна от ограничений личности. Если мудрый понимает эту истину и верит в неё, его поведение будет „в гармонии с дхармой“». Также гармония с Дхармой означает избавление от плохих мыслей при помощи шести парамит и делание добрых поступков без их обдумывания.

По мнению кандидата философских наук О. А. Доманова, дзэн — это «способ избавления людей от страданий путём индивидуальных практик особого рода, совершенствующих сознание и приводящих его к просветлению — сатори», в котором «достигаются свобода и безопасность». По общебуддийским представлениям, есть три коренных яда, из которых возникают все страдания и заблуждения, а также рождения и смерти:
1. неведение о своей природе (глупость, ошибочные взгляды, неспособность видеть вещи такими, какие они есть, чувство безразличия) — является главной причиной страданий;
2. отвращение (ненависть, гнев, чувство «безобразности», отторжение, неприязнь);
3. желание или привязанность (к идеям существования и несуществования вещей[154], к умозрительности[155], к нирване[156], к желаниям и страхам[157], ко всему внешнему миру[158] и к собственному «я» как к иллюзиям[159]).

Человек, находящийся в неведении, отделяет себя от познаваемого мира. Избавлению от данного яда способствует медитация над неразделённостью любых объектов восприятия от человека. Медитация, являющаяся основой практики дзэн, также способствует избавлению и от остальных ядов. Медитация помогает последователю дзэн увидеть «недвойственность» и «единотаковость» всех вещей, а также увидеть природу Будды, которая, согласно одному из основных принципов дзэн дайсинко, присуща каждой вещи или явлению.
Учение дзэн утверждает, что в основе всех вещей лежит пустота, через которую возможно увидеть недвойственность всех вещей и явлений. Дзэн указывает, что пустоту можно лишь постигнуть, например, в капле росы, но не описать словами. Пустота в дзэн имеет не обычный отрицательный смысл, означающий «отсутствие чего-либо», а понимается как «наполненность», которая «потенциально содержит всю вселенную». Также пустота означает отсутствие границы между человеком и всем, что его окружает, когда человек начинает непосредственно воспринимать реальность такой, как она есть, без своих «субъективных взглядов», искажающих восприятие.
Дзэн утверждает, что не существует ни самого человека, ни его окружения, так как всё это является лишь «иллюзией сознания». После познания чего последователь понимает, что он является «тождественным миру» и имеет «неограниченные возможности», а также понимает, что Будда «растворён в человеческих сердцах». Отказ от эгоистического или иллюзорного «Я» происходит в дзэн при помощи нахождения внутри себя «структуры, более глубокой, чем „Я“», называемой «подлинным „Я“». «Подлинное „Я“», по мнению Д. Т. Судзуки, никогда не сможет рассматриваться наукой из-за его «абсолютно субъективной» природы.
Учение отрицает как двойственность всех явлений («не два»), утверждая, что логика не учитывает взаимозависимость вещей, так и их единство («не один»), не ограничивая себя данными рамками. Данное отрицание носит практический характер, основанный на опыте последователя.
Дзэн является мистическим учением, с одной стороны отрицающим логику, с другой стороны не противопоставляющим себя ей. Учение отрицает всё множество вещей, но рассматривает это отрицание в качестве наивысшей формы утверждения. Дзэн не связывает себя однозначно с отрицанием или утверждением, находясь за пределами логики и считая, что лишь духовный опыт может привести к постижению истины. Религиовед И. А. Козловский отмечает, что учение ничему не учит человека, а разучивает его: «Дзэн действительно не учит, он указывает путь: „Иди туда“». Профессор Рудольф Отто также указывает, что последователя «не обучают тому, чему просто невозможно обучить, но его ведут или, лучше сказать, толкают» до того момента, пока у ученика не наступит интуитивное прозрение.
Дзэн считает, что различные буддийские термины (нирвана, скандхи, дхармы) не имеют отношения к истине, и поэтому не рассматривает их. В чаньской школе попытки рассуждать о данных терминах считались преградой интуитивному восприятию, резко критиковались и сравнивались со стремлением «выловить отражение луны в воде». Тем не менее учителя дзэн давали ответы на вопросы учеников о ключевых терминах:

— Что такое Будда?
— Кусок глины (и даже: кусок засохшего дерьма).
— Что такое Дао?
— Три фунта льна!
— Что такое дзэн?
— Ветка цветущей сливы (или: кипарис в саду; или: набирать снег серебряным кувшином).
Дзэн-буддизм стремится войти в контакт с внутренними процессами человека, не прибегая к посреднической помощи интеллекта. Дзэн останавливает любую мыслительную деятельность при помощи концентрации мысли на каком-либо объекте. Но медитация над какой-либо мыслью в дзэн рассматривается как искусственное состояние, в отличие от «естественности» свободной жизни. Состояние «естественности», также называемое «реальность как она есть», мастер Нансен Фуган обозначал как «обычный ум» или «Дао».
Дзэн не требует непременного отказа от всех желаний и отрицательно относится к самоистязанию. Дзэн отказывается применять насилие к природе, как внешней, так и внутренней, и учит жить в гармонии с ней. Последователям дзэн, по мнению профессора философии и истории религии Г. Дюмулена, свойственны доброта и человеколюбие.
Одной из ключевых фраз дзэн является фраза «я не знаю», которой ответил Бодхидхарма на вопрос императора У о том, кто он. Позиция «я не знаю» является общей для школ Цаодун/Сото и Линьцзи/Риндзай. Ответ дзэнского учителя «не знаю» на вопрос ученика, по утверждению Д. Т. Судзуки, полностью отличается от позиции агностицизма тем, что учитель «великолепно знает, но его знание принадлежит к другой категории», не связанной с категорией «относительных вещей». А. Уотс указывает, что позиция «не знаю» является началом верного пути при решении коанов. Учитель отвергает различные ответы ученика, пока тот не станет «знать, что не знает».
Д. Т. Судзуки отмечает, что хотя для стороннего наблюдателя учение имеет загадочный и противоречивый характер, но в реальности дзэн можно свести к следованию дисциплине и следующим словам: «делать добро, избегать зла, очистить своё сердце — таков путь Будды». Когда чаньский учитель ответил данными словами на вопрос о сущности буддийского учения, посетитель испытал разочарование: «И трёхлетний ребёнок сможет это полностью понять». Но учитель чань уточнил: «И восьмидесятилетний старик не сможет это полностью осуществить».

### Отличие дзэн от других школ буддизма
Дзэн, как и другие буддийские школы, признаёт три драгоценности, четыре благородные истины и взаимозависимое происхождение. Несмотря на то, что дзэн также включает в себя некоторые элементы школ махасангхики, мадхьямаки, цзинту (Буддизма Чистой Земли), хуаянь (яп. кэгон), тяньтай (яп. тэндай), чжэньянь (яп. сингон), учение имеет ряд отличий от этих и других буддийских школ. При этом также определённое воздействие на дзэн оказали даосизм и конфуцианство.

#### Четыре принципа дзэн
Бодхидхарме приписывается начало формирования четырёх главных принципов дзэн, которые были сформированы окончательно не ранее времени царствования династии Тан (618—907). Эти принципы таковы:
1. Особая передача вне священных писаний[184];
2. Не опираться на слова и тексты;
3. Прямое указание на сознание человека;
4. Созерцая свою природу, становиться буддой.

В «Трактате о светильнике и свете» («Дэн дянь цзи»), происхождение которого приписывается Бодхидхарме, принципы звучали так: «Передача истины вне писаний и речей, нет никакой зависимости от слова и буквы. Передача мысли непосредственно от сердца к сердцу, созерцание собственной изначальной природы и есть реализация состояния Будды».
В варианте япониста А. А. Долина принципы звучат следующим образом:
Истина сокрыта вне письмён,
В знаках и словах не передать Закон.
К сердцу обратись, внутрь и вспять,
Чтоб, себя постигнув, Буддой стать!
Последователи учения считали, что самое важное передаётся не через тексты, а от наставника к ученику, «от сердца, к сердцу». Данная передача означает, что наставник может «передать» ученику при помощи определённых методов собственное состояние сознания, наложив тем самым на ученика «печать сердца» (синь инь). В дальнейшем ученик закрепляет передачу просветления своей медитативной практикой. Данный процесс обеспечивает непрерывность линии непосредственной передачи учения.
Учение дзэн утверждает, что истина не может быть выражена в словах, которые являются лишь «намёком на истину» или «прахом дзэн». Дзэн не хочет себя связывать со священными писаниями, философскими системами или любыми другими догматами, считая философские рассуждения бесполезными. Хотя дзэн претендует на связь с буддизмом, он по большей части критически относится к его сутрам и шастрам. Профессор философии Д. Т. Судзуки отмечает: «(…) все буддийские учения, содержащиеся в сутрах и шастрах, с точки зрения дзэн не больше, чем макулатура, польза которой состоит лишь в том, что с её помощью можно только смахнуть пыль с интеллекта, но не больше». И. А. Козловский также отмечал, что учение не считает важным сутры или трактаты. Многие учителя дзэн подчёркивали второй принцип, при случае сжигая сутры и буддийские изображения и располагая библиотеки монастырей возле «отхожего места». «Отказ от почитания сутр» и внетекстовая «передача дхармы» являются наиболее характерными признаками «патриаршего чань».
Несмотря на то, что Д. Т. Судзуки отрицал какую-либо метафизическую основу дзэн, Г. Дюмулен указывал, что в его книгах прослеживается тесная связь учения с философией шуньяты и сутрами Праджняпарамиты, а также отмечал, что последователи дзэн не отрицают традицию и ряд писаний, а тщательно и в течение многих лет изучают эти писания (речь о Сутрах махаяны) для их последующего «сгорания», ведущего к пониманию дзэн. Учение дзэн одной из главных сутр считает Праджняпарамиту хридая сутру, отрицающую Четыре благородные истины буддизма и включающую в себя психопрактическую функцию, в отличие от сутр, не связанных с Праджняпарамитой. Учение использовало и другие сутры Махаяны и Праджняпарамиты, в частности сутры Аватамсаки (Аватамсака-сутру), Вималакирти-сутру, Ланкаватара-сутру, но последняя изучалась редко из-за трудности её понимания. Кроме того, в дзэн изучалась и изучается «Сутра помоста шестого патриарха Хуэйнэна», «Самантамукха париварта» (Каннонгё), являющаяся 25-й главой «Сутры лотоса», сама «Сутра лотоса» (санскр. — «Саддхармапундарика-сутра»), «Алмазная сутра» и «Шурангама сутра», особенно тщательно рассматривавшаяся в Китае. Последователи дзэн также знакомились с сутрой Ваджрасамадхи (Конгосаммайкё), Сутрой абсолютного просветления (Энгакукё), Шастрой о пробуждении веры в махаяну, «Записями бесед Линь-цзи» (кит. — «Линь-цзи лу», яп. «Риндзай гороку»), руководствами по практике созерцания, а также со сборниками коанов и дзэнской поэзии. Кандидат философских наук В. С. Никольский указывал, что тексты и книги используются только на первом этапе интеллектуального вхождения последователя в дзэн. В дальнейшем они служат преградой, так как формируют у последователя привязанность к «имени и форме». Доктор философских наук Ф. Г. Майленова отмечала, что дзэн в определённой степени является антиинтеллектуальным и антилитературным учением. Традиция часто подчёркивает, что последователю невозможно реализовать опыт сатори при помощи чтения большого количества текстов по дзэн.
Принцип «прямого указания» (чжи-чжи) означает в дзэн выражение учения при помощи несимволических слов или действий, которые могут казаться странными или бессмысленными человеку, не знакомому с дзэн. Данная прямота, указывающая на истину без применения каких-либо символов, по мнению А. Уотса, является духом дзэн, выражающим его оригинальность.
Четвёртый принцип указывает, что потенциально любой человек является буддой и необходимо лишь, практикуя медитацию, «пробудить» природу Будды в себе. «Видение своей природы» (кэнсё) можно открыть в «безмыслии» (мунэн) и «недеянии» (муи). Чаньские наставники подчёркивали отсутствие какого-либо будды вне сознания, уничтожая буддийские изображения. Линь-цзи И-сюань также указывал монахам в своей известной фразе, что любые формы идолопоклонства и авторитарности мешают просветлению: «Встретил будду — убей будду. Встретил патриарха — убей патриарха».
В то же время само стремление стать буддой считается в дзэн ошибочным. Например, мастер Линь-цзи заявлял: «Если человек стремится к Будде, этот человек теряет Будду», а Уотс указывал: «Нет ничего ошибочнее, чем представление о дзэне как о системе самоусовершенствования или способе превращения в Будду». Буддой, согласно учению, нельзя стать посредством усилий, такое становление «должно произойти само собой, естественно, спонтанно».

#### Другие отличия
Дзэн является антифилософским, анти-дискурсивным и антирассудочным учением, подчёркивающим важность собственного опыта. Логика, согласно учению, не способна помочь людям увидеть реальность в целом.
Дзэн отличается от других буддийских школ своей прямотой, простотой, практичностью и непосредственностью, неразрывно связанной с обычной жизнью. Дзэн-буддисты стремятся постоянно сохранять непосредственность и точность поступков, мыслей и чувств, избегая умозрительности и расплывчатого мнения. Кроме непосредственности, включающей в себя действия без каких-либо планов, учению также свойственны внезапность, непередаваемость (в отношении внутреннего опыта), парадоксальность, интуитивизм, «пренебрежение всеми правилами» и адогматичность, которые являются главными чертами учения.
Дзэн считается наиболее «практичной» буддийской школой, которая ставит практические действия на первое место, утверждая, что только через них можно приобрести духовный опыт. При этом дзэн не говорит об «уходе от мира». Всё это сделало дзэн самым открытым течением буддизма с миллионами последователей, среди которых доля монахов относительно невелика. Последователи могут ходить на обычную работу, но при этом не иметь привязанности к каким-либо вещам. Монашеская форма дзэн также уделяет большое внимание практическим действиям. Дзэнские монахи используют физическую работу в качестве практики в отличие от монахов большинства других буддийских школ. При этом роль мирянина в школе находится на одном уровне с ролью монаха.
Практика созерцания, которая составляет основу школы дзэн, значительно упрощена по сравнению с древнейшими школами буддизма, рассматривающими созерцание в качестве дополнительного средства. Позднейшие последователи дзэн отказываются от многочисленных ступеней хинаяны и провозглашают непосредственное и экстатическое постижение истины.
В дзэн есть своё особое понимание принципов буддизма, что выражено в следующем диалоге между дзэн-мастером Суйби Мугаку и его учеником Сэйкеем:

— В чём заключается основной принцип буддизма? 
— Подожди, — сказал Суйби. — Когда мы останемся одни, я тебе скажу. 
Через некоторое время Сэйкэй снова обратился к нему: 
— Ну вот теперь мы одни, умоляю тебя, объясни. 
Суйби встал и повёл сгорающего от нетерпения Сэйкея в бамбуковую рощу, но так ничего и не сказал, а когда последний настоятельно потребовал ответа, он шёпотом промолвил: 
— Какие высокие эти деревья, и какие маленькие те, вон там.
«Истинное прибежище» в дзэн считается тождественным природе Будды, поэтому его, согласно учению, следует искать не во внешнем мире, а в глубине своего «я», на что указывал шестой патриарх дзэн Хуэйнэн:

 Тебя уверяют: «Ищи прибежище в Будде, Дхарме, Сангхе». А я говорю тебе: «Ищи прибежище в себе самом». Будда — внутри тебя, ибо Будда — значит пробужденный, а пробуждение может происходить лишь изнутри. Дхарма — внутри тебя, ибо Дхарма — значит праведность, а праведность ты можешь найти только в себе самом. И Сангха — внутри тебя, ибо Сангха есть чистота, а чистоту ты можешь найти только в себе самом.
В отличие от ранних школ Индии и Китая, учивших достижению нирваны посредством накапливания благой кармы в череде перерождений, дзэн провозглашает достижение освобождения здесь и сейчас, не прибегая к новым перерождениям. Учение о возможности «стать буддой в нынешнем теле» или сокусин дзёбуцу пришло в дзэн из «тайного учения» (миккё). При этом дзэн не стремится поставить некоторую цель, которую необходимо достичь в будущем, как это делается во множестве религий, а учит жить «во имя самой жизни» или же, другими словами, указывает, что нужно «просто жить, а не заботиться о том, как ты живёшь». Дзэн также отличается от части других буддийских школ тем, что не предлагает в качестве идеала нирвану.
Буддолог Оттон Розенберг считал отличительной особенностью дзэнской школы, как ранней, так и современной, её простоту, указывая на очень скромно обставленные храмы, которые часто находились в безлюдных и красивых местах, и стремление избавиться от книг и изображений, что особенно характерно для раннего периода. Противоположностью школы дзэн Оттон Розенберг считал буддийскую школу сингон, известную своими богатыми храмами, философскими теориями и сложными обрядами.
Профессор Роберт Лестер, сравнивая образ жизни монахов риндзай-дзэн и тайских монахов тхеравады, отмечал, что отличие дзэнских монахов состоит в том, что они не отказываются от алкоголя и работы в поле, хотя и поддерживают высокий уровень общей дисциплины; более усердны в практике медитации; в гораздо меньшей степени зависят от мирян, проявляя свою самодостаточность; практикуют любое действие в своей жизни как медитацию в соответствии с практикой памятования смрити (в тхераваде данная практика Будды менее разработана); в меньшей степени используют передачу заслуг из-за менее интенсивного взаимодействия с мирянами и учения махаяны о возможности достигнуть пробуждения не только монаху, но и мирянину.
Тибетолог В. С. Дылыкова, сравнивая дзэн и ваджраяну, указывала, что направления «очень близки между собой», так как оба направления ориентированы на практику, на «просветление здесь и сейчас» наиболее прямым методом и подчёркивают тождественность сансары и нирваны. Главное отличие Дылыкова находит в том, что ваджраяна применяет как «йогу ума», так и «йогу энергии», а дзэн только «йогу ума». Исследователь В. Ю. Пореш видит отличие дзэн от тибетского буддизма в том, что тибетский буддизм не признаёт «внезапного пробуждения», считая, что для достижения просветления необходимо множество жизней, а также в том, что в тибетском буддизме существует большое количество сложных ритуалов, степеней и учёных диспутов, чего нет в дзэн. Также Пореш отмечал, что если сравнивать дзэнское и тибетское искусство, то первое является «спонтанным, лёгким и поэтичным», а последнее смотрится «тяжеловесным».
Исследователь мифологии и религии Джозеф Кэмпбелл считал, что в первую очередь дзэн отличается от школ дзёдо и син-тю тем, что он проповедует религиозную жизнь через принцип дзирики или «силу изнутри» в отличие от принципа тарики или «силу извне». Путь дзэн исключает просьбы к Будде и надежды на внешнюю силу, а основан на одной лишь самостоятельной практике. Кэмпбелл указывал, что учение «ничего не говорит о сверхъестественном», а последователю дзэн «не нужен даже Будда». При этом основную задачу школы Кэмпбелл видел в том, чтобы «разорвать паутину наших представлений». Специалист в области политической философии Э. Я. Баталов отмечал, что одной из основ дзэн является утверждение «Не полагайся на других, не полагайся и на чтение сутр и шастр. Будь своим собственным светильником».
Кандидат философских наук Ю. Б. Козловский также указывает на отрицание в чань сверхъестественного и считает ранний и средний чань антимахаянистским, антибуддийским и антирелигиозным направлением, не теоретически, а практически отрицающим «пассивную веру» и «преклонение перед чем бы то ни было». Козловский отмечает, что «промахаянистски настроенные буддологи» не видят важных отличий между чаньской и махаянской традициями и не видят, как школа выступала против «авторитарных традиций буддийских школ», чему способствовало стремление чань скрыть свою «антимахаянистскую сущность» за «махаянистскими одеждами». В то же время Козловский отмечает изменение направленности чань от антибуддизма и «антирелигиозной духовно-практической деятельности» к традиционному буддизму, философии и взаимодействию с государством в XI—XIII веках и указывает на вновь возникший «протест против канонической „мудрости“, против авторитаризма буддийских школ» в раннем японском дзэн.
Японист А. М. Кабанов считал наиболее отличительным качеством дзэн его постоянную изменяемость и очень высокую приспособляемость учения к различным обществам, идеологиям и культурам. «Меняясь, подобно хамелеону», дзэн берёт многое от местной традиции и одновременно становится её частью. Также Кабанов указывал, что дзэн не согласен с точкой зрения о том, что вся жизнь есть страдание, не согласен с пессимизмом, меланхолией и аскетизмом. Дзэн провозглашает позитивное отношение к жизни и стремится не подавлять желания, а использовать их для практики. Последователю школы необходимо «увидеть прекрасное во всём» и понять, что «добро и зло, ложь и истина, любовь и ненависть» в сущности ничем не отличаются друг от друга.
Д. Т. Судзуки утверждал, что дзэн является единственным учением, где есть место смеху. Смех официально входит в дзэнскую практику. Кроме своей медитативной направленности он имеет простонародный, плотский, утробный, шутовской и парадоксальный характер. Последователь учения может проявлять свой смех в виде поношения дзэнских патриархов и насмешек над буддами, тем самым отрицая всякие авторитеты. М. Конрад Хайерс в своей работе «Дзэн и комический дух» привёл традиционную индийскую схему деления смеха на три категории. В первую категорию входит аристократическая вежливая улыбка, во вторую — «умеренный смех представителя среднего сословия» и брахмана, а в третью — плотский и вульгарный смех низшего сословия. Последний вид смеха и практикуется в традиции дзэн. Как отмечает доктор исторических наук Е. С. Сафронова, индийская улыбка Махакашьяпы трансформировалась в Китае и Японии в «животный, плотский, громоподобный хохот, от которого сотрясаются монастырские стены».
Известный буддолог Тосихико Идзуцу считал, что дзэнская школа отличается от других буддийских школ тем, что «не проводит чёткой грани между смыслом и бессмыслицей».
Шестой патриарх дзэн Хуэйнэн утверждал, что отличительной чертой дзэн является снятие оппозиций: 

Если вам зададут какой-либо вопрос, отвечайте антонимами, чтобы образовалась пара оппозиций, таких как приход и уход; когда их взаимозависимость станет совершенно очевидной, в абсолютном смысле не станет ни прихода, ни ухода. <…> Когда вам зададут какой-нибудь вопрос, ответьте на него отрицательно, если в нём содержится утверждение и наоборот, утвердительно, если в нём содержится отрицание. Снимите оппозиции. Если вас спросят о профане, скажите что-нибудь о святом, и наоборот. И тогда из соотнесённости и взаимозависимости двух противоположностей можно будет постичь учение о срединности.
В последующей части проповеди Хуэйнэн указывал, что основой его «врат дхармы» является «не-мышление», «отсутствие признаков» и «отсутствие опоры»: «„Отсутствие признаков“ — это находясь среди признаков, отрешаться от признаков. „Не-мышление“ — это погружаясь в мышление, не мыслить. „Не-пребывание“ („отсутствие опоры“) — это изначальная природа человека».
Дзэн-мастер Эйсай, основавший школу Риндзай, указывал роль дзэн в буддизме следующим образом: «Это фундамент буддизма и основа всех сект и школ». Также традицию дзэн считал центром буддизма и других восточных учений профессор К. Нукария, отмечая присутствие дзэн в Индии даже «задолго до жизни Будды». Философ-эзотерик Юлиус Эвола утверждал, что цель дзэн как школы состояла в том, чтобы «очистить буддизм до состояния tabula rasa», отказавшись от более поздних ритуалов и догм в пользу изначального «внутреннего пробуждения». Сами последователи дзэнской традиции в своей массе также полагают, что дзэн является «наиболее чистой и аутентичной дхармой» или «высшей формой буддизма».
Некоторые авторитетные последователи и исследователи учения также отрицали то, что дзэн является религией или буддийской школой. Дзэн-мастер Догэн, основавший школу Сото, высказал следующее мнение: «Каждый, кто считает дзэн буддийской школой или сектой, называя её дзэн-сю (сектой дзэн), есть дьявол». Психоаналитик Джо ди Фео в своей книге «Дзен-психоанализ» указывал, что принадлежность дзэн к рамкам канонического буддизма отрицали также некоторые буддийские школы, хотя другие называли дзэн «квинтэссенцией подлинного буддизма».

### Этика дзэн
Для учения свойственен отказ от общепринятых норм морали. Д. Т. Судзуки отмечает: «Дзэн неизбежно оказывается сродни искусству, но не морали» и указывает на возможность отсутствия этического элемента в дзэн, отмечая, например, что в традиции дзэн любой день считается «добрым днём», независимо от того, солнечный это день или дождливый, удачный или неудачный, без всякой моральной оценки. Профессор философии С. С. Хоружий также указывал на то, что этическая часть в дзэн «урезана едва ли не полностью».
Религиовед С. В. Пахомов отмечал, что дзэн, делая упор на эстетике, «равнодушен к этическим проблемам» по той причине, что противоположности «добро-зло», созданные человеком лишь для более комфортного существования, не могут, согласно учению, реализовать в человеке «истинное познание реальности». В то же время Пахомов отрицал отсутствие нравственности в дзэн, отмечая, что вместо «этики различений» дзэн использует «этику как путь самопознания», согласно которой последователь «наилучшим образом откликается на зов вещей, существующих вокруг него», при этом «не чувствуя никакого отличия от этих вещей».
Известный дзэнский учитель Хуанбо Сиюнь утверждал, что есть три ступени этического поведения. К низшей ступени Хуан-бо относил поведение тех людей, кто «выполняет предписания, надеясь на награду». На второй ступени находятся те люди, которые действуют без малейшей мысли о награде. На высшей же ступени человек живёт «без всякой мысли о моральном и неморальном».
Дзэн-мастер Сун Сан выражает отношение дзэн к нравственности в следующих строках:

Когда Дао потеряно, приходит доброта. 
Когда доброта потеряна, приходит нравственность. 
Когда нравственность потеряна, приходит ритуал. 
Ритуал это шелуха истинной веры, начало хаоса. 
Поэтому мастер занимается глубинами, а не поверхностью, плодом, а не цветком.
О. А. Доманов указывал, что важную этическую роль в учении выполняет сатори, которое «избавляет человека от зла» и приводит его к естественности, которая является в дзэн идеалом нравственности.
В некоторой степени отказываясь от обычной этики, дзэнские последователи тем не менее стремятся выразить своё понимание этики через сострадание ко всем живым существам, видение красоты в самых обычных вещах, отсутствие стремления к излишнему накопительству, следование своему долгу, соблюдение общего порядка и отсутствие беспокойства по поводу появляющихся страданий и приближающейся смерти. Сострадание или каруна является основой морального аспекта дзэн, поскольку в каруне полностью отсутствует «личная заинтересованность». В противном случае, согласно учению, «поступок не может считаться истинно добродетельным, если в нём содержится хоть крупица эгоизма». Одним из проявлений сострадания стало создание основателем сото-дзэн Догэном японской вегетарианской кухни Сёдзин рёри. Монахи риндзай-дзэн, следуя принципу ненасилия, также являются вегетарианцами.
Этика в учении прямо связана с эстетикой, которая играет ведущую роль в японском дзэн. Японские ритуалы, в которых присутствует этическое и в большей степени эстетическое начало, являются не просто специально организованным обрядом, а скорее эстетическим процессом, требующим от участника ритуала совершенного и осознанного исполнения. Это отличает японский дзэн от китайского чань, в котором главное внимание в ритуале уделялось этической стороне. Ритуальные поклоны в японском дзэн, обязательное мытьё пола перед занятиями и прочие внешние ритуалы являются в учении средствами, создающими гармонию и особую атмосферу, помогающую «переключить» тип восприятия и подтолкнуть последователя к вхождению в «иную реальность». Также ритуал помогает трансформировать концентрацию внимания в спонтанные эстетические переживания.
Школа дзэн указывает на необязательность различных обрядов, но это не меняет почтительного отношения приверженцев школы к основателю буддизма, а также к другим буддам, патриархам и дзэнским учителям.
Дзэнские монахи, живя по «Чистым правилам» Бай-чжана, серьёзно нарушали указания Винаи, согласно которой такие занятия, как «рубка дров, резание травы», имели негативные последствия для кармы и перерождений. Бай-чжан, отвечая на вопрос ученика о таких последствиях, выразил мнение о том, что если человек будет думать «о приобретении и утрате», тогда негативные последствия обязательно сформируются, в противном случае «даже если он трудился весь день, он ничего не делал». Реализация на практике принципа «не-деяния-в-деянии», по мнению другого наставника Линьцзи И-сюаня, является причиной того, что такой человек не будет создавать никакой кармы, даже если он будет «тратить в день по 10 тыс. лянов золота». В том случае, если такой человек ранее «совершил Пять Ужасных Грехов», то они также, по мнению Линьцзи, с помощью данного принципа трансформируются в «Океан Спасения».
В дзэн известны многочисленные изображения монаха Хотея, ставшего прообразом японского божества счастья, с куртизанками. Также известным учителем дзэн, взявшим себе в ученики куртизанку, был Иккю Содзюн. По мнению Е. С. Штейнера, куртизанки имели меньше привязанностей и могли по сравнению с другими людьми быстрее осознать непостоянство отношений и быть свободными от страстей при помощи своей работы. Таким образом, в отдельных случаях дзэнской традиции куртизанке отводилась роль бодхисаттвы, например, как в случае с куртизанкой Эгути, являвшейся бодхисаттвой милосердия.
В целом современный дзэн, в отличие от позиции тхеравады, относится к сексу «осторожно положительно». Тем людям, для которых отказ от секса не составляет труда, такой отказ, указывает дзэн, будет помогать в дальнейшей практике. Но данный отказ не носит обязательный характер, являясь лишь рекомендацией. Остальным людям дзэн рекомендует придерживаться в сексе срединного пути, не подавляя его, но и не уделяя разнообразным формам секса слишком много внимания. Дзэн не делит сексуальные действия на правильные и неправильные, рекомендуя последователю решать этот вопрос исходя из своей практики, а также указывает на то, что безбрачие и сексуальность не отличаются друг от друга. Существует также книга Секс, грех и дзэн священника сото-дзэн и панк-рокера Брэда Варнера, описывающая взгляд современного дзэн на секс.

### Эстетика дзэн
С дзэн связаны следующие пути (до):
- Кадо (путь цветка, связан с искусством икебаны)[261]
- Кодо (путь благовоний)
- Ногаку-до (путь театра но)[262][71]
- Сёдо (путь каллиграфии)
- Тядо (путь чая, связан с чайной церемонией)[261]
- Хотёдо (путь кухонного ножа в виде художественной разделки рыбы)[263]
- Айкидо (путь энергии и гармонии)[264][265][266]
- Дзюдо (мягкий путь)[265][266]
- Каратэ-до (путь пустой руки)[264][265][266]
- Кэндо (путь меча)[266]
- Кюдо (путь лука)[266]
- Тхэквондо (путь ноги и кулака)[265]

Кроме того, к дзэнским искусствам относят создание сада камней и дзэнского сада, хайку, рэнга (букв. «совместное поэтическое творчество») и литературу годзан бунгаку, оригами, искусство рисования тушью суми-е, искусство и практику «духового дзэн» суйдзэн, стиль оформления жилых помещений сёин-дзукури, боевые искусства кэндзюцу (искусство меча), иайдзюцу (искусство мгновенного обнажения меча), у-шу (китайские боевые искусства), джиу-джитсу (искусство мягкости) и другие искусства.
Эстетическое выражение дзэн в большом множестве путей и искусств не является чем-то побочным, а прямо связано с «самой сущностью учения». Дзэнский эстетический идеал находит гармонию между красотой и пользой и базируется на трёх понятиях:
- ваби — «красота бедности, суровая простота, шероховатость и одновременно изысканность»;
- саби — «прелесть старины, печать времени»;
- югэн — «невыразимая словами истина, намёк, подтекст, недоговорённость».

Эстетическое мировоззрение ваби-саби («скромная простота», «дух простоты, просветлённого одиночества») также традиционно связывают с дзэнскими искусствами.
Все виды искусств, в которых практикуется дзэн, несут в себе признаки естественности, случайности и бесцельности. Дзэнская эстетика в Японии выделяется скромностью, простотой, незаметностью и одинокостью. Такая эстетика отказывается от оппозиции «красивое-безобразное», тем самым эстетичной в дзэн считается не красивая вещь, а то, что «возникает как некое неповторимое, а зачастую и мгновенное, никогда более не повторяющееся событие». Украшательство же, согласно учению, говорит о том, что последователь вносит в мир свои «установления и ухищрения», и поэтому не рекомендуется. В результате последователь традиции может созерцать как прекрасную картину или природное явление, так и старую дверь или треснувшую чайницу.
Кроме различных искусств с дзэн также связана японская традиция «любования», служащая источником вдохновения для поэтов, художников и других деятелей искусств. Традиция любования может проявляться в различных формах:
- момидзигари (любование осенними листьями клёна),
- ханами (любование цветами, является основой искусства икебаны),
- цукими (любование луной),
- юкими (любование тихими снегами).

### Обеты бодхисаттвы
Перед началом практики ученик, недавно вступивший в школу, даёт четыре обета бодхисаттвы, которые имеют важное значение и в современном дзэн. Эти обеты последователь дзэн также повторяет во время долгого периода практики:

Сколь бы бесчисленными ни были живые существа, обязуюсь спасти их всех.
Сколь бы ни были неистощимы страсти, обязуюсь устранить их все.
Сколь бы ни были неизмеримы дхармы, обязуюсь овладеть ими всеми.
Сколь бы ни была несравненной истина Будды, обязуюсь её достичь.

## Практика дзэн
Сущность дзэн не зависит от методов, которые являются лишь вспомогательными средствами. Она может быть определена лишь опытом человека, созерцающего свою природу. К дополнительным средствам японский дзэн-буддолог Уи относит высказывания и действия мастеров дзэн, имеющие парадоксальный характер, в том числе битье палкой, крики и коаны. Такие действия, указывающие на истину, мастер обычно выполняет только над достигшим определённой духовной зрелости учеником, чтобы помочь тому «вылупиться из скорлупы». Эти методы играли важную роль в школе Риндзай.
Удары учителя в школе чань рассматривались как сострадательно-милосердные и наиболее быстро ведущие к просветлению. Изредка в результате таких действий ученик умирал. Например, учитель Экидо убил ученика одним ударом палки, когда тот отвлёкся от практики, глядя на красивую девушку. После этого опекун ученика выразил благодарность наставнику за учение, а учитель продолжил себя вести так же, как вёл до смерти ученика: «Какая разница? Родится снова и продолжит своё изучение дзэн, а пока что ему „не повезло“», — выражает позицию учителя к. ф. н. С. В. Пахомов.
Также в дзэн существует практика поклонов, с помощью которой последователь «отказывается от своего „Я“» и своих «эгоцентрических идей» и «отдаёт поклон Будде», тем самым «кланяясь самому себе». Не только ученик совершает поклон учителю, но и учитель ученику, так как считается, что учитель, который не может поклониться ученику, «не сможет склониться и перед Буддой». Последователь традиции может поклониться не только другому человеку, но и собаке, кошке, муравью, дереву и всему мирозданию.
Дзэн использует медитации, но в понимании, отличном от понимания других буддийских школ. Те использовали медитацию в качестве инструмента прекращения психической деятельности и очищения сознания, дзэн же рассматривает медитацию как метод контактирования с реальностью. Данное различие послужило причиной малой популярности Бодхидхармы среди других буддистов Китая в V—VI веках, а также стало одной из причин расхождения между северной и южной чань-школами в Китае.
Основным условием для практики является нахождение в настоящем моменте, без стремления к прошлому или будущему, в частности, без стремления к опыту сатори.

### Медитативная практика
Многие последователи дзэн медитировали при ходьбе и работе. Медитация при работе называлась «фусин». Отличие физического труда без медитации и с медитацией выразил дзэн-мастер Тит Нат Хан в следующей фразе: «Есть два способа мыть посуду. Во-первых, мыть посуду, чтобы сделать её чистой. Во-вторых, мыть посуду, чтобы мыть посуду».
Дзэнские монахи, занимаясь физическим трудом, верили в его святость. Труд в виде работы на земельном участке, подметания и уборки считался важным элементом в жизни каждого монаха, помогающего ему сохранить здоровье и ясность ума.
Медитативная практика также может проявляться в самых разных областях искусства. Так в Японии практика дзэн в прошлом и настоящем включает в себя боевые искусства, живопись, поэзию, архитектуру, аранжировку цветов, театр масок, музыку, чайную церемонию, танцы, каллиграфию, искусство разбивки садов и другие искусства. Весь творческий процесс отличается характерной для дзэн простотой, естественностью и гармонией. Такая практика стала причиной того, что из всех буддийских школ дзэн в наибольшей степени повлиял на развитие японских искусств.
Любое увлечение, согласно дзэн, может стать способом постижения своей истинной природы. Дзэн-буддисты считают, что в любом человеке уже есть художник, не всегда мастер живописи или поэзии, но всегда «художник жизни». «Его руки и ноги являются кистями, а вся вселенная холстом, на котором он пишет свою жизнь в течение семидесяти, восьмидесяти или даже девяноста лет».
Большинство школ дзэн также указывало, что монахи должны стараться находиться в созерцательном состоянии при всех видах деятельности. Для опытных монахов рекомендовалось практиковать созерцание даже во сне.

### Практика дзадзэн
Дзадзэн буквально переводится как «сидеть в медитации». Во время данной медитации необходимо сесть, скрестив ноги, и выпрямить спину. Кроме четвертичного лотоса, полулотоса и полного лотоса также в отдельных случаях могут быть и другие варианты позы, включающие в себя позицию «стоя на коленях», «сидя на стуле» или даже «стоя». Внимание может направляться на дыхание, «дань-тянь» (место, находящееся на два пальца ниже пупка), какой-либо звук, тишину, коан или мантру. Одним из популяризаторов дзадзэн считается японский дзэн-мастер Догэн, который считал, что дзадзэн и просветление не отличаются друг от друга. Сидячая медитация не является тренировкой терпения или чего-либо другого, а по сути своей является лишь «сидением просто так». Мастер Юнь-мэн говорил: «Идёшь — просто иди. Сидишь — просто сиди». Японские ученики практиковали дзадзэн в дзэндо, главном здании монастыря, на подстилке, которую также использовали для сна.
Каждый месяц кроме марта и сентября в дзэнском монастыре проводится неделя сэссина, в ходе которой монахи практикуют дзадзэн по 17—18 часов каждые сутки. Психолог из США Джек Хубер, участвовавший в таком сэссине, утверждал в своём отчёте, что после трудного первого дня уже на четвёртый день у него постепенно появилось «ощущение парения над полом», а на пятый — абсолютное безмыслие, при котором в один из моментов напротив его лица неожиданно «возник белый экран, на котором замелькали несохранившиеся в памяти лица и вещи», после чего произошёл «эмоциональный взрыв», выразившийся в «эйфорическом состоянии радости и подъёма», «потоках слёз» и чувстве того, что «всё вдруг стало ясным и простым».
По результатам исследования, проведённого Альбертским университетом, выявлен значительный положительный эффект дзадзэн для диастолического кровяного давления и незначительный положительный эффект для систолического кровяного давления. По результатам исследования, проведённого учёными Монреальского университета, выявлено, что регулярная дзэн-медитация уменьшает порог чувствительности к боли в среднем на 18 %, тем самым делая человека менее восприимчивым к болезненным ощущениям.

### Коаны
В дзэн преобладает мгновенное, внезапное пробуждение, которое иногда возможно вызвать специфическими приемами. Самый знаменитый из них — коан. Это некая парадоксальная задача, абсурдная для обычного рассудка, которая, став объектом созерцания, стимулирует пробуждение. В ней отсутствует решение на уровне логического мышления, но тем не менее коан может быть понят. Коан является шоковым методом или кризисной формой медитации, призванной вывести ученика из привычной логики, ликвидировать все прежние представления, подтолкнуть с помощью специального беспорядка к новому восприятию реальности, в которой существует порядок на принципиально ином уровне психической деятельности. Коаны отличаются крайне быстрым изменением для практика привычной картины мира. К коанам близки диалоги (мондо) и самовопрошание (хуатоу). Одним из известнейших сборников коанов является сборник «Речения с Лазурного утёса», а одним из известнейших коанов — коан Му.
В школе Риндзай система коанов являлась многоступенчатой и жёстко кодифицированной. Минимум раз в день учитель принимал у себя ученика и требовал ответа на коан. Если ученик давал хороший ответ, то мастер проверял дальше степень «искренности и глубины» ответа ученика с помощью дополнительных вопросов, число которых могло быть в диапазоне от двадцати до ста для одного коана. Так в случае, если ученик давал нужный ответ на вопрос о звуке хлопка одной ладони, мастер спрашивал: «Ну, хорошо, а что такое хлопок одной ладонью спереди или сзади?». После окончательного удостоверения в правильности решения одного коана мастер давал ученику следующий, причём мог указать, что свой ответ ученик должен выразить в стихотворной форме.
Один из примеров хорошего ответа на коан приводит Фриц Перлз, выполнявший практику коана у мастера дзэн. Вопросом мастера был вопрос «Какого цвета ветер?». Перлз в ответ «дунул мастеру в лицо», что, как он отмечает, удовлетворило мастера.

### Дзэн боевых искусств и самурайский дзэн
Совершенно неожиданным способом постижения буддизма стало нечто, что на первый взгляд противоречит одному из пяти основополагающих буддийских запретов — «воздерживайся от убийства». Бодхидхарма, рассматривая данное противоречие, давал на него следующий ответ: «Война и убийства несправедливы, но ещё более неверно не быть готовым защитить себя».
Впервые боевые искусства соединились с дзэн в качестве развивающей тело гимнастики в китайском буддийском монастыре Шаолинь, куда по легенде их принёс Бодхидхарма. С тех пор дзэн — это то, что отличает боевое искусство Востока от западного спорта. Многие боевые искусства, такие как кэндо (фехтование), каратэ, дзюдо, джиу-джитсу активно используют дзэн. Причём иногда дело не ограничивается одним использованием, так мастера каратэ заявляют: «Дзэн — это каратэ, дзэн и каратэ — это одно и то же». В первую очередь дзэн используется в качестве средства, сдерживающего агрессию. Также ситуация реальной схватки, в которой возможны тяжелые увечья и смерть, требует от человека именно тех качеств бесстрашия и интуитивности, которые воспитывает дзэн.
В условиях боевой ситуации у воина нет времени на рассуждения, обстановка изменяется настолько быстро, что логический анализ действий противника и планирование своих собственных действий приведут к поражению. Мысль слишком медленна, чтобы уследить за таким техническим действием, как удар, длящийся доли секунды. Чистое, незамутненное мыслями сознание подобно зеркалу отражает любые изменения в окружающем пространстве и позволяет бойцу реагировать мгновенно и спонтанно.
Основной целью японских боевых искусств является не совершенствование умения причинять вред другому человеку, а открытие в человеке «подлинной природы „не-себя“». Так один из ярких представителей «философии меча» Кинтай Хори (1688—1756) считал, что самураи, по возможности, всегда должны избегать сражений: «Меч — нежелательный инструмент для убийства, даже в безвыходном положении. А потому меч должен давать жизнь, а не нести гибель».
Такуан Сохо (1573—1644), мастер дзэн и автор трактатов о древнем японском искусстве владения мечом (ныне сохранившемся в техниках кэндо) называет спокойствие воина, достигшего высшего уровня мастерства, непоколебимой мудростью. В поединке Такуан советовал не привязываться к какому-либо объекту, а воспринимать все движения противника, не останавливаясь на чём-то одном. Тем самым ум воина должен перейти из «Стадии полного неведения», в которой воин привязывается, например, к мечу противника и затем проигрывает поединок, к стадии свободного перехода внимания и следования своей природе.
Японский «путь лука» кюдо также считается боевым искусством, но не считается спортом, так как ориентирован не на успех в виде точного попадания в цель, а на переживание определённого состояния в момент выстрела. Обучение стрельбе без желания что-то выиграть занимает очень длительное время. Последователю дзэн, выбравшему «путь лука», очень трудно научиться полагаться не на свою физическую силу, а на свою «мягкость и гибкость» и «расслабленность». При этом считается, что в момент выстрела ученик не должен иметь ни малейшего намерения выстрелить для того, «чтобы стрела „летела в цель сама“». Немецкий философ Ойген Херригель, являющийся автором книги Дзэн в искусстве стрельбы из лука, отмечал, что однажды он попытался обмануть учителя, почти незаметно изменив способ выстрела для появления «непреднамеренности», в результате чего учитель запретил появляться Херригелю на его занятиях.
Боевые искусства Китая и Японии являются прежде всего искусствами и способом развития «духовных способностей» самурая на пути воина, который включает в себя путь меча и путь стрелы. Бусидо или знаменитый «Путь самурая» является сводом правил и норм для «идеального» воина. Он разрабатывался в Японии веками и вобрал в себя большинство положений дзэн-буддизма, особенно идеи строгого самоконтроля и безразличия к смерти. Самоконтроль и самообладание были возведены в ранг добродетели и считались ценными качествами характера самурая. В непосредственной связи с бусидо стояла также медитация дзадзэн, вырабатывавшая у самурая уверенность и хладнокровие перед лицом смерти.

### Монашеская дисциплинарная практика
В ранний период своего существования китайский чань не связывал себя с правилами Винаи или монастырским уставом. Хотя некоторая часть монахов пребывала в монастырях Винаи, другая часть вела бродячий образ жизни, игнорируя множество запретов Винаи.
Патриарх Бай-чжан (720—814) сформировал «Свод правил Бай-чжана» (Бай-чжан цин-гуй), который послужил началом «монастырского» дзэн. Данный монастырский устав, во многом сильно не совпадавший с правилами Винаи, описывал организационные и структурные особенности монастырей чань, а также обязанности монахов. Так, в соответствии с уставом, всё время монаха делилось на время медитаций и слушания проповедей и на время обязательных хозяйственных работ (пу-цин). Это распространялось и на патриархов школы, которые тем самым показывали пример. Дежурные монахи (вэйна), старшие монахи и настоятели строго следили за тем, чтобы правила не нарушались. В противном случае монах наказывался или, если наказания не помогали, изгонялся из общины.
Мастер Вон Кью-Кит также указывал, что кроме медитации важное место для дзэнских монахов отводилось пению сутр или литургической службе. Пелись Сутра сердца, Амитабха-сутра, Сутра бодхисатвы Кшитигарбхи и другие сутры. Кроме того, пелись Дхарани Великого Сострадания и некоторые мантры. Монахи в своём пении молились только за других живых существ и никогда за себя, что культивировало в них сострадание и позволяло «передать заслуги». То, поймут ли слушатели язык пения, не считалось важным, на первое место ставилась «искренность» пения, которая, как считалось, и способствовала пониманию.
В XII—XIII веках «чистые правила» цин гуй, предполагавшие полное следование указаниям наставника и строгую дисциплину, окончательно закрепляются в монастырях дзэн, а «бунтарский дух» чаньской школы исчезает.

## Результаты практики дзэн

### Ступени состояния ума в дзэн
Буддолог и доктор исторических наук Н. В. Абаев считал, что в дзэн первым этапом медитации является «одноточечное сознание» (и-нянь-синь), также обозначаемое как «сознание, лишенное мыслей» (у-нянь-синь) или «не-сознание» (у-синь). «Одноточечное сознание» не означает, что медитирующему необходимо направлять внимание на некую конкретную вещь. Это может быть и «всматривание» в пустоту своего сознания. Вторым этапом Абаев выделяет этап у-во или не-я, на котором медитирующий должен уметь свободно перенаправлять внимание от объекта к объекту, чтобы оно «текло как вода» без всякого напряжения. Этот этап также предполагает «выход за пределы собственного „я“» и реализацию пустоты. Кандидат философских наук Д. Г. Главева относит непривязанность ума к мыслям и идеям, необходимую для того, чтобы исключить вероятность доминирования одних мыслей над остальными, к состоянию «безмыслие и бездумие» (мунэн-мусо), не выделяя другие этапы. Д. Т. Судзуки указывал на то, что концентрация на пустоте или полное прекращение умственной деятельности не имеет отношения к дзэн, определяя данное состояние как «экстаз или транс». О. А. Доманов также отмечал, что ключевым в учении считается не «медитация с пустым умом», а «обращение к самому источнику мыслей».
Дзэн-мастер Сун Сан различал три ступени состояния ума: «Потерянный ум», «Пустой ум» и «Ясный ум».

Ваш ум бывает трех видов. Потерянный ум, Пустой ум и Ясный ум. На улице к вам подходит вор. «Кошелек или жизнь!» Каков ваш ум в такой ситуации? Кое-кто говорит, что секс-ум это дзен-ум, но если во время секса к вашему лицу приставят пистолет, что станет с вашим умом? Если вы испугаетесь потерять свою жизнь, вы потеряете свой ум.
С пустым умом ничего не случится. «Это ограбление!» Ом мани падме хум. Ом мани падме хум. «Ты что, свинца захотел?!» Ом мани падме хум. Ом мани падме хум. «Ты псих?!» Ом мани падме хум. Сумасшедший, нормальный, мертвый, живой — одно и тоже для Пустого ума.

Что же такое Ясный ум? «Кошелек или жизнь?!» «Сколько тебе надо?» «Заткнись… Дай мне все, что у тебя есть!» Нет страха. Вы просто проверяете ум, который держит в руках пистолет.— Сун Сан
Кроме того, существуют «Десять быков» — серия из десяти картинок с подписями в стихах и в прозе, которую создал китайский мастер Коань Шиюань. Данные картинки и пояснения к ним выражают десять этапов постижения бодхисаттвой просветления и совершенной мудрости. В интерпретации Е. С. Штейнера бык — это будда либо эго, «я», которое ищет последователь. На первых трёх этапах последователь постепенно приближается к быку. На четвёртом этапе, согласно Штейнеру, происходит борьба с эго, на пятом этапе макё («место, где нечисто») — усмирение эго, на шестом — самадхи, на седьмом реализуется состояние недеяния у-вэй, кратковременное кэнсё или сатори, на восьмом этапе пустоты и не сознания — нирвана или продолжительное сатори, на девятом постнирваническом этапе происходит «приятие красоты мира», на десятом этапе «возвращения на базарную площадь» или этапе таковости — полное уничтожение отличий «духовного и телесного», «греховного и святого», снятие уже ненужных ограничений, передача опыта.

### Сатори
Сатори — озарение, подобное вспышке молнии, внезапное пробуждение, просветление. Дзэн различает два вида сатори: малое сатори, открывающее истинную природу вещей только на короткое время, и большое сатори, являющееся синонимом просветления. Согласно дзэн, каждый человек обладает природой будды и задача практика заключается в реализации этой природы, в открытии неразрывного единства «я» и внешнего мира. Согласно дзэн, любой человек может увидеть природу Будды в себе.
Профессор философии Д. Т. Судзуки также указывает на то, что сатори — это праджняпарамита, «высшая безличная мудрость» и описывает сатори в одном случае как «интуитивное проникновение в природу вещей в противоположность аналитическому или логическому пониманию этой природы», в другом случае как состояние, при котором «все проблемы повседневной жизни теряют свой смысл, своё значение, подобно тому, как при пробуждении проблемы, волновавшие нас во сне, даже если они остались не решёнными, кажутся нам не более чем иллюзией». Кандидат философских наук О. А. Доманов отличает сатори от безмыслия, определяя сатори как «поворот взгляда, состоящий <…> в том, чтобы всегда видеть в себе самого себя». Обретение сатори является не целью учения, а лишь способом вхождения последователя на путь, в котором отсутствует «я».
После получения опыта просветления ученик получал от учителя официальное подтверждение передачи дхармы в виде инки или «печати одобрения». Такая печать являлась необходимой для тех последователей традиции, кто в дальнейшем сам хотел стать дзэнским учителем. В части случаев ученики не получали инку сразу после своего просветления из-за недостаточного «уровня зрелости в Дхарме» и обучались долгий период времени для её получения.
В дальнейшем последователь, переживший опыт сатори, сосредотачивал свои усилия на спасении всех остальных живых существ. До того момента, пока «все деревья, травы и поля» и даже «последняя пылинка» не станут просветлёнными, последователь, согласно учению, не реализует «полное и окончательное освобождение».
Е. А. Штейнер указывал на существование статистики, согласно которой в средневековье опыт большого сатори получали не более 10 % монахов школы.

## Критика со стороны представителей христианства
Христианский апологет Уолтер Мартин считал, что наиболее хорошей книгой о взгляде христианства на дзэн является книга лектора по миссионерской работе в Гордонской богословской школе и президента Киангнанского университета Лит-Сен-Чанга «Дзэн-экзистенциализм: духовный упадок Запада». В ней указывается, что учение дзэн является тонким видом атеизма, отрицающим учение о Боге и необходимость в Спасителе и провозглашающим крайнюю форму иконоборчества.
Также традицию дзэн критиковал архимандрит Рафаил, заявляя: «Дзэн-буддизм — это религия смерти; дзэн-буддизм проходит мимо духа и души человека, а медитирует его инстинкты, как мальчик вскрывает тело куклы и видит солому и вату внутри неё. Смех дзэн-буддизма — это тот же хохот и вой разрывающегося металла на апокалиптических картинах Дали».
Богослов, священник, сектовед и руководитель Центра реабилитации жертв нетрадиционных религий и помощи наркозависимым Олег Стеняев включил дзэн-буддизм в категорию «восточных синкретических культов, которые смешивают различные религии мира», а также в более общую категорию «самых опасных сект, оказывающих наиболее глубокое психологическое воздействие на человека».
Протоиерей, кандидат богословия и председатель комитета «За нравственное возрождение Отечества» Александр Шаргунов в статье для журнала Русский Дом отметил, что, «согласно твёрдому мнению многих специалистов по восточным религиям, занятия дзэн-буддизмом неизбежно приводят либо просто к безумию, либо к бесовской одержимости».

## Полемика среди дзэнских мастеров
В современной дзэнской литературе можно встретить немало критики лицемерия, ханжества или стяжательства отдельных японских монахов.
Один из примеров лицемерия мастер дзэн Филип Капло привёл в своей книге в виде заметки газеты «Балтимор Сан», в которой описывалось собрание в богатом дзэнском храме по случаю «мемориальной молитвенной службы по душам 15 000 погибших, которые в течение последних трёх лет отдали свои жизни во имя процветания японского народа». Далее в заметке указывалось, что погибшими были киты. После этого Филип Капло резко раскритиковал как лицемерие представителей китобойной компании, так и лицемерие священнослужителей, совершающих «антибуддийские действия».
С резкой критикой японского дзэн выступил в своей книге наставник Мухо, девятый аббат дзэн-монастыря школы Сото Антайдзи:

Не только Дзэн, но и буддизм в общем понимается в Японии как священниками, так и их общинами, как бизнес, где родственники умершего покупают услуги священника в виде рецитации сутр и дарования буддийского имени. Священник может попросить за одни похороны 10000 евро, к этому можно ещё добавить ежегодные церемонии поминовения, аренду могилы и т. д. Большинство священников настолько заняты предоставлением таких услуг, что кажется, что у них не остаётся свободного времени для дзадзэн или других духовных дел.

## Критика
Профессор Уильям Бодифорд отмечал, что если не брать в расчёт 72 японских монастыря дзэн, то в большей части из примерно 20 000 дзэнских храмов Японии не практикуются не только искусства, но и любые медитации. Образ дзэн, представленный западными учёными, достаточно далёк от реальности, указывал он. Бодифорд привёл в пример опросы дзэнских монахов и статистику школы Сото. Согласно опросам, медитативная практика прекращается у большинства дзэнских монахов после того, как они проходят подготовительный обучающий курс при монастыре. После чего монахи возвращаются в деревенские храмы, где направляют свою энергию только на церемонии, главным образом, похоронные. Согласно статистике, опубликованной школой Сото в 80-е годы, 77 процентов мирян посетило храмы школы только в связи с чьей-то смертью и похоронами.
В 1997 году доктором философии по буддологии и священником школы Сото Викторией Брайан была написана книга Дзэн на Войне, в которой освещались отношения дзэн и японского милитаризма в периоды Реставрации Мэйдзи, Второй Мировой Войны и в послевоенный период. В книге описывается, как буддийские институты оправдывали японский милитаризм в официальных изданиях и сотрудничали с японской армией на поле боя. Книга вызвала активный интерес и неоднозначную реакцию.
Кандидат философских наук М. Попова утверждала, что дзэн по своим социальным функциям «ничем не отличается от любой другой религии». В нём также, по её мнению, присутствуют некоторые молитвы, ритуалы и заклинания, существует сверхъестественное в виде сатори, а также присутствует борьба с научными ценностями путём «очищения сознания от всякого знания». Дзэн, как утверждала Попова, является пессимистическим учением по той причине, что он не верит в попытки построить счастье путём активной внешней деятельности по изменению мира и считая, что стремление лишь к такой деятельности является противоположностью мудрости. Также недостаток дзэн Попова видела в том, что вырабатываемое спокойствие у последователя дзэн достигается «дорогой ценой — за счёт утраты человеком своего „Я“, за счёт отказа от желаний и привязанностей».
Специалист в области политической философии Э. Я. Баталов в 1963 году отмечал, что иррационализм, которым представляется дзэн, является антигуманизмом, поскольку обращается к инстинктам и подсознательному, а не к разуму или чувствам. «Полная безмятежность» дзэн-буддиста перед различными опасностями и страданиями, независимость дзэн-буддиста от общества в частичном или абсолютном варианте, по утверждению Баталова, в реальности представляет собой «бегство от современности, превращение человека в полуавтомат, который заботится фактически только о своем собственном „я“ и совершенно безразличен к окружающему его миру и людям». Дзэнское созерцание, ведущее к «постижению истинной сущности мира», Баталов называет «возвращением к божественному откровению». По утверждению Баталова, одной из причин, по которой дзэн распространяется в США, является то, что у американцев есть много нервных заболеваний, а дзэнская школа обязуется дать последователям «дешевое исцеление от духовных недугов». Но американские критики утверждают, что дзэн «не может дать того, чего от него ждут»: «Никто не будет удивлен, если пустой американец, проведя годы в созерцании бессмыслицы, кончит там, где и начал».
Кандидат юридических наук, профессор кафедры безопасности жизнедеятельности Московского института открытого образования, член координационного совета Министерства образования и науки РФ по безопасности жизнедеятельности и научный редактор множества учебных пособий по ОБЖ С. В. Петров вместе с психологом В. П. Петровым рассматривают секты восточной ориентации в учебном пособии по информационной безопасности человека и общества в разделе «Методы тоталитарных сект и способы защиты от них». Авторы считают, что крайне опасно то, что последователи современных «школ дзэн», пытаясь «добиться совершенства, с искренней самозабвенностью уродуют сами себя, свой разум и сознание». Также авторы утверждают, что при чрезмерных усилиях в практике коанов «результатом нередко бывает буйное помешательство».

## Влияние дзэн на современный мир
В XX веке дзэн с его культом внутренней свободы и торжества интуиции над разумом стал привлекателен среди некоторой части европейцев. Во многом этому способствовали такие качества дзэн, как «видимая простота», внезапность, спонтанность. Также важными факторами привлекательности стали изящные дзэнские искусства и возможность последователю школы отказаться от длительного изучения священных писаний.
Отголоски и влияние дзэн можно обнаружить в современной литературе, искусстве и философии. Влияние дзэн отчетливо прослеживается в произведениях Г. Гессе, Дж. Сэлинджера, О. Хаксли, Дж. Керуака, Алана Уотса, Р. Желязны, В. Пелевина, Т. Элиота, Р. Пирсига, известного своей книгой Дзен и искусство ухода за мотоциклом, в поэзии Г. Снайдера, А. Гинзберга и многих авторов хайку, в живописи В. Ван Гога и А. Матисса, в музыке Г. Малера и Дж. Кейджа, в философии М. Хайдеггера, Л. Витгенштейна, А. Швейцера, Ошо и Кришнамурти. Также последователем дзэн был Стив Джобс. В 60-х годах «дзэнский бум» охватил многие американские университеты и придал определённую окраску движениям битников и хиппи.
В 1942 году была издана книга английского исследователя японской культуры и доктора литературы Р. Х. Блита об английской литературе и дзэн, в которой автор выражал мысль о том, что «„дзэновское“ мироощущение присутствовало у английских поэтов от Шекспира и Мильтона до Вордсворта, Теннисона, Шелли, Китса и далее вплоть до прерафаэлитов». Данная книга, по мнению профессора Болонского университета, филолога и писателя Умберто Эко, тем самым вызывала возмущение «любого благоразумного человека».
Связь между дзэн и некоторой частью русской литературы, по мнению доктора филологических наук Г. М. Самойловой, также существует даже в том случае, если автор не был знаком с дзэнским учением. Самойлова видит отголоски дзэн у Пушкина, указывая на то, что Пушкина называют «самым „дзэнским“ автором русской литературы» за его непосредственность и «приятие жизни», Тютчева, приводя в пример его строку «Час тоски невыразимой: всё во мне и я во всём», Толстого и Достоевского, которые, по мнению Самойловой, стремились открыть читателю «скрытую природу человека», и Набокова. Глубокую связь с дзэн Самойлова видит также у Афанасия Фета в его поэзии «просветления, озарения, восторга бытия».
Г. С. Померанц и П. М. Нерлер видели отражение дзэн в поэзии Мандельштама. Кандидат филологических наук Т. И. Бреславец указывала, что связь с дзэнской традицией ощущается у «многих поэтов XIX—XX века — от А. Пушкина до И. Бродского». Отчётливую связь с дзэн Бреславец находит в творчестве Бориса Пастернака, например, в следующих строках:
Другие по живому следу
Пройдут твой путь за пядью пядь,
Но пораженья от победы
Ты сам не должен отличать.
Влияние буддизма в целом и дзэн в частности прослеживается в японском менеджменте. Например, ведущий идеолог Sony Сигеру Кобаяси указывает, что корпорация управляется в соответствии «со строгим следованием дзен-буддистскому принципу My», что делает управление эффективным. Кобаяси отмечает, что под Му в дзэн понимается «неопредметливание» или «неовеществление». В Sony данный принцип применяется для отказа от следования строгим планам. Менеджеру корпорации в соответствии с принципом Му необходимо проявлять «максимальную гибкость», что помогает менеджеру не стать бюрократом, а корпорации «избежать окостенения несмотря на свои огромные размеры».

### Влияние дзэн на психологию и психотерапию
Влияние дзэн выражается в трудах по психологии К. Г. Юнга, Э. Фромма, К. Хорни, на которую сильно повлияло посещение японских монастырей дзэн, Г. Мэрфи, А. Маслоу, Ж. Лакана, О. Кернберга и других психологов и психоаналитиков. Интерес к учению среди психологов отчётливо проявился ещё в 1957 году, когда в мексиканской Куэрнаваке была организована конференция по дзэн, в которой участвовало «около пятидесяти психиатров, психологов и психоаналитиков, в основном из США (М. Грин, Дж. Кирш, И. Прогофф и др.)». Также в 50-е годы, заинтересовавшись дзэн, Японию посетили известные «психологи США и других стран», чтобы познакомиться с особенностями традиции. Данные поездки стали причиной появления множества статей о дзэн в научных журналах.
До формирования западного интереса к дзэн дзадзэн уже применялся в Японии профессором Сома Морита и его учениками как часть психотерапевтического метода, названного, соответственно, морита-терапией. В дальнейшем работы Сома Морита и его учеников получили своё развитие в медицинской школе Токийского университета.
Психолог Кодзи Сато из Японии сделал значительный научный вклад в исследование методики дзэн в 50-х и 60-х годах. Его важными работами в этой теме стали книги «Психологический взгляд на дзэн», «Побуждение к дзэн», «Жизнь дзэн», «Приглашение к дзэн», основой которых являлись междисциплинарные исследования психиатров, физиологов, психологов, а также множество написанных им статей в журнале «Психология». По результатам своей работы Кодзи Сато пришёл к выводу, что дзэн является «наиболее эффективной методикой самосовершенствования личности».
В 60-х годах в США и других западных странах начали проводиться научные исследования дзэн. Значительный вклад в данное направление внесли работы Эдварда Мопина «Дзэн-буддизм: психологическое обозрение», «Индивидуальные различия и медитация дзэн». Также проводились научные конференции, в которых участвовали психологи из Японии. Результатом данных исследований и конференций стало то, что к моменту 1966 года, в котором произошёл XVIII съезд психологов, «научная общественность многих стран уже имела представление о дзэн».
Дзэн стал одним из четырёх источников формирования теоретической основы гештальттерапии. Основоположник гештальттерапии Фриц Перлз, испытавший влияние дзэн, два месяца изучал дзэн под руководством мастера дзэн. Джон Энрайт, который многие годы работал в гештальте вместе с Перлсом, в своей книге «Гештальт, ведущий к просветлению» указал, что в гештальттерапии может использоваться термин «мини-сатори», который выражает отличие гештальттерапии, способствующей увеличению сознавания, от других видов психотерапий. Также влияние дзэн испытали некоторые представители когнитивной психологии. Важные книги о дзэнской медитации написали профессор психиатрии и невролог Артур Дейкман, использовавший для описания опыта дзэнской медитации концепцию бимодального сознания, и невролог Джеймс Остин (Zen and the Brain: Toward an Understanding of Meditation and Consciousness).
Популярность на Западе восточной психотерапии, связанной с дзэн, в последние десятилетия XX века продолжала расти. На момент 2010 года взаимодействие психотерапии и дзэн также продолжало усиливаться.
Исходя из ряда исследований было выявлено, что дзадзэн эффективно дополняет терапию, «оказывает заметное невралгическое и психологическое воздействие», а также то, что дзадзэн связан с более высоким уровнем здоровья и повышенной устойчивостью к напряжению и стрессу. В настоящее время психология использует дзэн в качестве источника дополнительных способов разрешения проблем у людей, находящихся в «трудной жизненной ситуации». Профессор философии и истории религии Г. Дюмулен отмечал: «Современные психологи сходятся в том, что увлечение дзэн-буддизмом помогает человеку решать как общеоздоровительные задачи, так и проблемы, связанные с психическими расстройствами, и в целом способствует становлению полноценной личности». Но в то же время Г. Дюмулен отрицал представление дзэн как «чисто терапевтической системы», указывая: «Психологи не могут судить об истинной ценности и смысле дзэн-буддизма».